# Governo Renzi
Il governo Renzi è stato il sessantatreesimo esecutivo della Repubblica Italiana, il secondo della XVII legislatura, il quarto governo presieduto da un non parlamentare.
Il governo rimase in carica dal 22 febbraio 2014 al 12 dicembre 2016, per un totale di 1 024 giorni, ovvero 2 anni, 9 mesi e 20 giorni. È stato     il quinto governo più longevo della storia della Repubblica Italiana.
Matteo Renzi ricevette l'incarico di formare un nuovo Governo dal presidente della Repubblica Giorgio Napolitano il 17 febbraio 2014, tre giorni dopo le dimissioni rassegnate dal presidente del Consiglio Enrico Letta, in conseguenza del fatto che il 13 febbraio la Direzione Nazionale del Partito Democratico aveva rilevato «la necessità e l'urgenza di aprire una fase nuova, con un nuovo esecutivo». Il 21 febbraio successivo Renzi sciolse positivamente la riserva presentando al Capo dello Stato la lista dei ministri, la quale comprendeva esponenti di diversa provenienza politica e alcuni indipendenti.
Ottenne la fiducia al Senato della Repubblica poco dopo la mezzanotte del 24 febbraio 2014 con 169 voti favorevoli e 139 contrari.
Ottenne la fiducia alla Camera dei deputati la sera del 25 febbraio 2014 con 378 voti favorevoli, 220 contrari e 1 astenuto.
Preso atto dell'esito sfavorevole del referendum costituzionale del 4 dicembre 2016, il Governo rassegnò le dimissioni tre giorni dopo.

## Compagine di governo

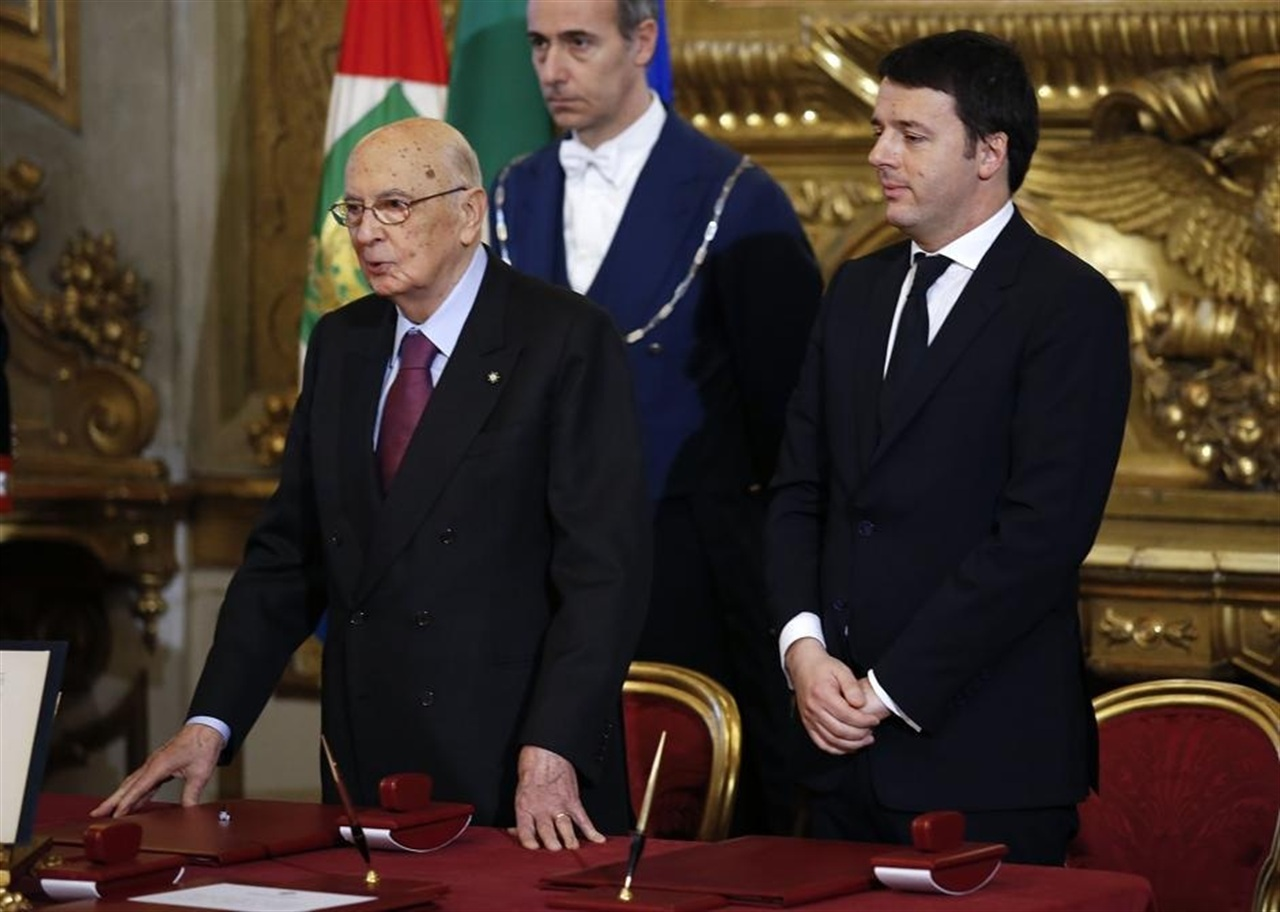
Giorgio Napolitano con Matteo Renzi il giorno del giuramento del Governo, il 22 febbraio 2014.

Il Governo Renzi era composto dal presidente del Consiglio e da 15 Ministri della Repubblica, di cui tredici con portafoglio e due senza.
Durante la vita del Governo sono cambiati quattro ministri:
- Federica Mogherini (PD), sostituita da Paolo Gentiloni (PD)
- Maria Carmela Lanzetta (PD), sostituita da Enrico Costa (NCD) dopo un anno di vacanza
- Maurizio Lupi (NCD), sostituito da Graziano Delrio (PD)
- Federica Guidi (indipendente), sostituita da Carlo Calenda (indipendente)

Inoltre hanno rassegnato le dimissioni il viceministro Lapo Pistelli (PD) e i sottosegretari Antonio Gentile (NCD), Giovanni Legnini, Roberto Reggi e Francesca Barracciu del PD.

### Appartenenza politica
L'appartenenza politica dei membri del governo e dei sottosegretari di Stato, al momento del giuramento, si può così riassumere:
| Partito | Partito                      | Presidente | Ministri | Viceministri | Sottosegretari | Totale |
| ------- | ---------------------------- | ---------- | -------- | ------------ | -------------- | ------ |
|         | Partito Democratico (Italia) | 1          | 9        | 4            | 21             | 35     |
|         | Nuovo Centrodestra           | -          | 3        | 2            | 7              | 12     |
|         | Scelta Civica                | -          | 1        | 1            | 3              | 5      |
|         | Unione di Centro (2002)      | -          | 1        | -            | -              | 1      |
|         | Popolari per l'Italia        | -          | -        | 1            | 3              | 4      |
|         | Socialisti Italiani          | -          | -        | 1            | -              | 1      |
|         | Indipendente (politica)      | -          | 2        | -            | 2              | 4      |

L'appartenenza politica dei membri del governo e dei sottosegretari di Stato, al momento delle dimissioni, si può così riassumere:
| Partito | Partito                      | Presidente | Ministri | Viceministri | Sottosegretari | Totale |
| ------- | ---------------------------- | ---------- | -------- | ------------ | -------------- | ------ |
|         | Partito Democratico (Italia) | 1          | 10       | 3            | 23             | 37     |
|         | Nuovo Centrodestra           | -          | 3        | 1            | 9              | 13     |
|         | Unione di Centro (2002)      | -          | 1        | -            | -              | 1      |
|         | Democrazia Solidale          | -          | -        | 2            | 0              | 2      |
|         | Scelta Civica                | -          | -        | 1            | 1              | 2      |
|         | Socialisti Italiani          | -          | -        | 1            | -              | 1      |
|         | Centro Democratico (Italia)  | -          | -        | -            | 1              | 1      |
|         | Indipendente (politica)      | -          | 2        | -            | 4              | 6      |

### Provenienza geografica
La provenienza geografica dei membri del governo si può così riassumere:
| Regione        | Presidente | Ministri | Viceministri | Sottosegretari | Totale |
| -------------- | ---------- | -------- | ------------ | -------------- | ------ |
| Toscana        | 1          | 2        | 1            | 7              | 11     |
| Lazio          | -          | 4        | 1            | 4              | 9      |
| Emilia-Romagna | -          | 4        | -            | 3              | 7      |
| Lombardia      | -          | 2        | 1            | 3              | 6      |
| Piemonte       | -          | 1        | 2            | 3              | 6      |
| Campania       | -          | -        | -            | 6              | 6      |
| Sicilia        | -          | 1        | -            | 3              | 4      |
| Veneto         | -          | -        | 1            | 3              | 4      |
| Puglia         | -          | -        | 1            | 2              | 3      |
| Liguria        | -          | 2        | -            | -              | 2      |
| Basilicata     | -          | -        | 1            | 1              | 2      |
| Calabria       | -          | -        | -            | 2              | 2      |
| Abruzzo        | -          | -        | -            | 2              | 2      |
| Umbria         | -          | -        | -            | 1              | 1      |

### Sostegno parlamentare
| Camera dei deputati | Camera dei deputati | Seggi                  |
| ------------------- | --- | ---------------------- |
|                     | Partito Democratico Nuovo Centrodestra Scelta Civica per l'Italia Per l'Italia Centro Democratico Minoranze linguistiche MAIE - Alleanza per l'Italia PSI - Liberali per l'Italia Altri Totale maggioranza | 293 29 26 20 5 4 2 388 |
|                     | Movimento 5 Stelle Forza Italia Sinistra Ecologia Libertà Lega Nord e Autonomie Fratelli d'Italia - Alleanza Nazionale Altri Totale opposizione                                                            | 106 67 36 18 9 4 240   |
| Totale              | Totale | 630                    |

| Senato della Repubblica | Senato della Repubblica | Seggi                 |
| ----------------------- | --- | --------------------- |
|                         | Partito Democratico Nuovo Centrodestra Per l'Italia Per le Autonomie - PSI - MAIE Scelta Civica per l'Italia Altri Totale maggioranza    | 107 31 12 8 3 173     |
|                         | Forza Italia Movimento 5 Stelle Lega Nord e Autonomie Grandi Autonomie e Libertà Sinistra Ecologia Libertà GAPP Altri Totale opposizione | 60 50 15 10 7 3 1 145 |
| Totale                  | Totale | 320                   |

Il Governo era appoggiato in Parlamento da:
- Partito Democratico
- Nuovo Centrodestra
- Unione di Centro
- Scelta Civica per l'Italia
- Democrazia Solidale
- Centro Democratico
- Alleanza per l'Italia
- Partito Socialista Italiano
- Südtiroler Volkspartei
- Unione per il Trentino
- Union Valdôtaine
- Stella Alpina
- Partito Autonomista Trentino Tirolese
- Italia dei Valori
- Moderati
- Unione Sudamericana Emigrati Italiani
- Alleanza Liberalpopolare-Autonomie

In passato l'esecutivo è stato appoggiato anche dai seguenti partiti:
- Movimento Associativo Italiani all'Estero (fino al 31 marzo 2014)
- Popolari per l'Italia (fino al 3 giugno 2015)

## Composizione
| Carica                                                                       | Titolare | Titolare                                         | Titolare | Sottosegretari | Sottosegretari |
| Presidenza del Consiglio dei ministri                                        | Presidenza del Consiglio dei ministri | Presidenza del Consiglio dei ministri            | Presidenza del Consiglio dei ministri | Sottosegretari di Stato alla Presidenza del Consiglio | Sottosegretari di Stato alla Presidenza del Consiglio |
| ---------------------------------------------------------------------------- | --- | ------------------------------------------------ | --- | --- | --- |
| Presidente del Consiglio dei ministri                                        | |                                                  | Matteo Renzi (PD) | - Graziano Delrio (PD) - segretario del Consiglio dei ministri con delega alle politiche di coesione territoriale e allo sport, fino al 02/04/2015) - Claudio De Vincenti (PD) - segretario del Consiglio dei ministri con delega alle politiche di coesione territoriale, dal 10/04/2015) - Luca Lotti (PD) - con delega all'informazione, alla comunicazione, all'editoria, alle commemorazioni del centenario della prima guerra mondiale e alle celebrazioni del settantesimo anniversario della Resistenza italiana e della Guerra di liberazione italiana - Sandro Gozi (PD) - con delega alle politiche europee e al coordinamento delle attività inerenti al semestre di presidenza italiana del Consiglio dell'Unione Europea - Marco Minniti (PD) - Autorità delegata per la sicurezza della Repubblica - Tommaso Nannicini (PD) - con delega al coordinamento delle politiche pubbliche in ambito economico, sociale e di ricerca scientifica, dal 29/01/2016 - Gianclaudio Bressa (PD) - con delega agli affari regionali e autonomie, dal 30/01/2015 al 29/01/2016 | - Graziano Delrio (PD) - segretario del Consiglio dei ministri con delega alle politiche di coesione territoriale e allo sport, fino al 02/04/2015) - Claudio De Vincenti (PD) - segretario del Consiglio dei ministri con delega alle politiche di coesione territoriale, dal 10/04/2015) - Luca Lotti (PD) - con delega all'informazione, alla comunicazione, all'editoria, alle commemorazioni del centenario della prima guerra mondiale e alle celebrazioni del settantesimo anniversario della Resistenza italiana e della Guerra di liberazione italiana - Sandro Gozi (PD) - con delega alle politiche europee e al coordinamento delle attività inerenti al semestre di presidenza italiana del Consiglio dell'Unione Europea - Marco Minniti (PD) - Autorità delegata per la sicurezza della Repubblica - Tommaso Nannicini (PD) - con delega al coordinamento delle politiche pubbliche in ambito economico, sociale e di ricerca scientifica, dal 29/01/2016 - Gianclaudio Bressa (PD) - con delega agli affari regionali e autonomie, dal 30/01/2015 al 29/01/2016 |
| Ministri senza portafoglio                                                   | Ministri senza portafoglio | Ministri senza portafoglio                       | Ministri senza portafoglio | Sottosegretari di Stato | Sottosegretari di Stato |
| Riforme costituzionali e Rapporti con il Parlamento                          | |                                                  | Maria Elena Boschi (PD) | - Ivan Scalfarotto (PD), fino al 08/04/2016 - Maria Teresa Amici (PD) - Luciano Pizzetti (PD) | - Ivan Scalfarotto (PD), fino al 08/04/2016 - Maria Teresa Amici (PD) - Luciano Pizzetti (PD) |
| Semplificazione e pubblica amministrazione                                   | |                                                  | Marianna Madia (PD) | - Angelo Rughetti (PD) | - Angelo Rughetti (PD) |
| Affari regionali e autonomie                                                 | |                                                  | Maria Carmela Lanzetta (PD) - fino al 30/01/2015 | - Gianclaudio Bressa (PD), fino al 30/01/2015 e dal 29/01/2016 | - Gianclaudio Bressa (PD), fino al 30/01/2015 e dal 29/01/2016 |
| Affari regionali e autonomie                                                 | | Enrico Costa (NCD) - dal 29/01/2016              | | - Gianclaudio Bressa (PD), fino al 30/01/2015 e dal 29/01/2016 | - Gianclaudio Bressa (PD), fino al 30/01/2015 e dal 29/01/2016 |
| Ministero                                                                    | Ministri | Ministri                                         | Ministri | Viceministri | Sottosegretari di Stato |
| Affari esteri e cooperazione internazionale Affari esteri fino al 29/08/2014 | |                                                  | Federica Mogherini (PD) - con delega al coordinamento delle attività inerenti al semestre di presidenza italiana del Consiglio dell'Unione europea, fino al 31/10/2014 | - Lapo Pistelli (PD) - con delega alla cooperazione allo sviluppo, fino al 15/06/2015 - Mario Giro (PpI/DemoS) - con delega alla cooperazione allo sviluppo, alla diffusione della cultura e della lingua italiana all'estero e alle questioni relative alle attività internazionali di regioni ed enti locali, dal 29/01/2016 | - Benedetto Della Vedova (SC/Indipendente) - Mario Giro (PpI/DemoS) - con delega agli italiani all'estero, fino al 29/01/2016 - Vincenzo Amendola (PD) - con delega agli italiani all'estero, alle adozioni internazionali e alle politiche ambientali ed energetiche, dal 29/01/2016) |
| Affari esteri e cooperazione internazionale Affari esteri fino al 29/08/2014 | Paolo Gentiloni (PD) - con delega al coordinamento delle attività inerenti al semestre di presidenza italiana del Consiglio dell'Unione europea, dal 31/10/2014) |                                                  | | - Lapo Pistelli (PD) - con delega alla cooperazione allo sviluppo, fino al 15/06/2015 - Mario Giro (PpI/DemoS) - con delega alla cooperazione allo sviluppo, alla diffusione della cultura e della lingua italiana all'estero e alle questioni relative alle attività internazionali di regioni ed enti locali, dal 29/01/2016 | - Benedetto Della Vedova (SC/Indipendente) - Mario Giro (PpI/DemoS) - con delega agli italiani all'estero, fino al 29/01/2016 - Vincenzo Amendola (PD) - con delega agli italiani all'estero, alle adozioni internazionali e alle politiche ambientali ed energetiche, dal 29/01/2016) |
| Interno                                                                      | |                                                  | Angelino Alfano (NCD) | - Filippo Bubbico (PD) - con delega alla pubblica sicurezza e alle minoranze storiche etnico-linguistiche | - Gianpiero Bocci (PD) - con delega alle autonomie locali e territoriali, ai vigili del fuoco, al soccorso pubblico e alla difesa civile - Domenico Manzione (Indipendente) - con delega alle libertà civili e all'immigrazione, al raccordo tra prefetture e amministrazioni statali sul territorio, alle onorificenze, alle persone scomparse e alla lotta alla corruzione |
| Giustizia                                                                    | |                                                  | Andrea Orlando (PD) | - Enrico Costa (NCD) - fino al 29/01/2016 | - Cosimo Maria Ferri (Indipendente) - con delega all'edilizia penitenziaria, agli atti concernenti la magistratura ordinaria e i membri dei tribunali per i minorenni e delle sezioni di Corte d'appello per i minorenni - Federica Chiavaroli (NCD) - con delega alla giustizia civile, al personale dell'amministrazione penitenziaria, della giustizia minorile e di comunità, dal 29/01/2016 - Gennaro Migliore (PD) - con delega al personale dell'organizzazione giudiziaria, ai detenuti, all'esecuzione penale esterna e di messa alla prova in ambito di giustizia minorile e di comunità, dal 29/01/2016 |
| Difesa                                                                       | |                                                  | Roberta Pinotti (PD) | Carica non assegnata | - Gioacchino Alfano (NCD) - con delega alle problematiche politico-militari di cooperazione internazionale, all'impiego all'estero di ufficiali dell'Esercito e dei Carabinieri, al demanio militare immobiliare, alle iniziative di riforma della legge penale militare e alle attività sportive militari - Domenico Rossi (PpI/CD) - con delega alle problematiche politico-militari di cooperazione internazionale, all'impiego all'estero di ufficiali della Marina e dell'Aeronautica, al personale militare e civile della Difesa, alle iniziative di riforma della legge sulla rappresentanza militare, alla sanità militare, al Corpo militare volontario della Croce Rossa Italiana, al Corpo delle infermiere volontarie e all'Associazione dei Cavalieri del Sovrano militare ordine di Malta |
| Economia e finanze                                                           | |                                                  | Pier Carlo Padoan (Indipendente) | - Luigi Casero (NCD) - con delega al fisco e alle finanze - Enrico Morando (PD) - con delega alla finanza pubblica, al bilancio e alla stabilità - Enrico Zanetti (SC) - dal 29/01/2016 | - Pier Paolo Baretta (PD) - con delega alla valorizzazione del patrimonio pubblico immobiliare a al patto di stabilità interno - Giovanni Legnini (PD) - con delega alle politiche di coesione, alla ricostruzione e sviluppo dell'Aquila e dell'Abruzzo, ai piani di rientro degli enti locali, all'Agenzia delle dogane e dei monopoli, al Comitato interministeriale per la programmazione economica e all'attuazione normativa, fino al 25/09/2014) - Paola De Micheli (PD) - dal 10/11/2014 - Enrico Zanetti (SC) - con delega al contenzioso valutario, al contrasto del riciclaggio, alla fiscalità dei mercati finanziari, al federalismo fiscale, al bilancio comunitario, ai piani di rientro dei deficit sanitari e alla revisione legale, fino al 29/01/2016 |
| Sviluppo economico                                                           | |                                                  | Federica Guidi (Indipendente) - fino al 05/04/2016 | - Claudio De Vincenti (PD) - con delega all'energia, fino al 10/04/2015 - Carlo Calenda (SC/Indipendente) - con delega al commercio internazionale, fino al 20/03/2016 - Teresa Bellanova (PD) - con delega all'energia, dal 29/01/2016 | - Antonello Giacomelli (PD) - con delega alle comunicazioni - Simona Vicari (NCD) - con delega alle PMI, all'artigianato, ai consumatori e alla concorrenza, fino al 29/01/2016 - Antonio Gentile (NCD) - con delega alle PMI, all'artigianato, ai consumatori e alla concorrenza, dal 29/01/2016 - Ivan Scalfarotto (PD) - dal 08/04/2016 |
| Sviluppo economico                                                           | Ad interim Matteo Renzi (PD) - dal 05/04/2016 al 10/05/2016 |                                                  | | - Claudio De Vincenti (PD) - con delega all'energia, fino al 10/04/2015 - Carlo Calenda (SC/Indipendente) - con delega al commercio internazionale, fino al 20/03/2016 - Teresa Bellanova (PD) - con delega all'energia, dal 29/01/2016 | - Antonello Giacomelli (PD) - con delega alle comunicazioni - Simona Vicari (NCD) - con delega alle PMI, all'artigianato, ai consumatori e alla concorrenza, fino al 29/01/2016 - Antonio Gentile (NCD) - con delega alle PMI, all'artigianato, ai consumatori e alla concorrenza, dal 29/01/2016 - Ivan Scalfarotto (PD) - dal 08/04/2016 |
| Sviluppo economico                                                           | | Carlo Calenda (SC/Indipendente) - dal 10/05/2016 | | - Claudio De Vincenti (PD) - con delega all'energia, fino al 10/04/2015 - Carlo Calenda (SC/Indipendente) - con delega al commercio internazionale, fino al 20/03/2016 - Teresa Bellanova (PD) - con delega all'energia, dal 29/01/2016 | - Antonello Giacomelli (PD) - con delega alle comunicazioni - Simona Vicari (NCD) - con delega alle PMI, all'artigianato, ai consumatori e alla concorrenza, fino al 29/01/2016 - Antonio Gentile (NCD) - con delega alle PMI, all'artigianato, ai consumatori e alla concorrenza, dal 29/01/2016 - Ivan Scalfarotto (PD) - dal 08/04/2016 |
| Infrastrutture e trasporti                                                   | |                                                  | Maurizio Lupi (NCD) - fino al 20/03/2015 | - Riccardo Nencini (PSI) | - Umberto Del Basso De Caro (PD) - Antonio Gentile (NCD) - fino al 10/03/2014 - Simona Vicari (NCD) - dal 29/01/2016 |
| Infrastrutture e trasporti                                                   | Ad interim Matteo Renzi (PD) - dal 20/03/2015 al 02/04/2015 |                                                  | | - Riccardo Nencini (PSI) | - Umberto Del Basso De Caro (PD) - Antonio Gentile (NCD) - fino al 10/03/2014 - Simona Vicari (NCD) - dal 29/01/2016 |
| Infrastrutture e trasporti                                                   | Graziano Delrio (PD) - dal 02/04/2015 |                                                  | | - Riccardo Nencini (PSI) | - Umberto Del Basso De Caro (PD) - Antonio Gentile (NCD) - fino al 10/03/2014 - Simona Vicari (NCD) - dal 29/01/2016 |
| Politiche agricole, alimentari e forestali                                   | |                                                  | Maurizio Martina (PD) - con delega a Expo 2015 | - Andrea Olivero (PpI/DemoS) | - Giuseppe Castiglione (NCD) |
| Ambiente e tutela del territorio e del mare                                  | |                                                  | Gian Luca Galletti (UdC) | Carica non assegnata | - Barbara Degani (NCD) - Silvia Velo (PD) |
| Lavoro e politiche sociali                                                   | |                                                  | Giuliano Poletti (PD) - con delega alle politiche giovanili, al Servizio civile nazionale e all'integrazione                                                           | Carica non assegnata | - Franca Biondelli (PD) - con delega alle politiche sociali, all'inclusione, all'immigrazione e all'integrazione - Luigi Bobba (PD) - con delega al terzo settore, alle formazioni sociali, alle politiche giovanili e al Servizio civile nazionale - Massimo Cassano (NCD) - con delega alle politiche previdenziali e assicurative - Teresa Bellanova (PD) - con delega ai servizi per il lavoro, fino al 29/01/2016 |
| Istruzione, università e ricerca                                             | |                                                  | Stefania Giannini (SC/PD) | Carica non assegnata | - Angela D'Onghia (PpI/Indipendente) - con delega all'alternanza scuola-lavoro, alle problematiche sulla dispersione scolastica, al riconoscimento dei titoli di studio, alla formazione professionale, agli indirizzi in materia di residenze universitarie, fondazioni per il merito, rapporti tra università e sport, stabilità economico patrimoniale delle università, all'alta formazione artistica, musicale e coreutica e alla promozione della cultura scientifica - Gabriele Toccafondi (NCD) - con delega all'Agenda digitale, all'anagrafe degli studenti, all'educazione della legalità stradale e ambientale, alla salute nella scuola, alla garanzia giovani, all'istruzione post-secondaria e degli adulti, all'istruzione tecnica e professionale, al sistema delle scuola paritarie e non paritarie, al progetto Carta dello Studente e all'applicazione della riforma Gelmini - Roberto Reggi (PD) - fino al 19/09/2014 - Davide Faraone (PD) - dal 10/11/2014                                                                                               |
| Beni e attività culturali e turismo                                          | |                                                  | Dario Franceschini (PD) | Carica non assegnata | - Ilaria Borletti Buitoni (SC/PD) - con delega alla tutela del paesaggio e a Expo 2015 - Francesca Barracciu (PD) - fino al 21/10/2015 - Antimo Cesaro (SC) - dal 29/01/2016 - Dorina Bianchi (NCD) - dal 29/01/2016 |
| Salute                                                                       | |                                                  | Beatrice Lorenzin (NCD) | Carica non assegnata | - Vito De Filippo (PD) |

## Cronologia

### 2014

#### Febbraio
- 13 febbraio 2014 - La Direzione Nazionale del Partito Democratico approva (con 136 sì, 16 no e due astenuti) una mozione del segretario Matteo Renzi tramite la quale il PD chiede le dimissioni del presidente del Consiglio Enrico Letta e la formazione di un nuovo Governo.
- 14 febbraio 2014 - Letta, preso atto dell'approvazione della mozione, rassegna le sue dimissioni irrevocabili[24][25] al presidente della Repubblica Giorgio Napolitano. Questi le accetta, ritenendo superfluo un passaggio parlamentare, e dà subito avvio alle consultazioni con i presidenti delle Camere e le delegazioni parlamentari.[26] Decidono di non prendervi parte la Lega Nord[27] e il Movimento 5 Stelle.[28]
- 17 febbraio 2014 - Il presidente della Repubblica assegna l'incarico di formare un nuovo Governo al segretario del PD Matteo Renzi, che si riserva di accettarlo,[29] dandone informazione ai presidenti delle Camere.[30][31]
- 18 - 19 febbraio 2014 - Il presidente del Consiglio incaricato svolge le consultazioni con i gruppi parlamentari.[32]
- 21 febbraio 2014 - Matteo Renzi si reca al Quirinale, dove scioglie la riserva e presenta la lista dei 16 ministri.
- 22 febbraio 2014 - Matteo Renzi e 15 ministri[33] giurano nelle mani del presidente della Repubblica presso il Quirinale[34]. Dopo il passaggio di consegne con Enrico Letta Renzi presiede il primo Consiglio dei ministri nel quale vengono assegnate le deleghe ai ministri senza portafoglio e Graziano Delrio è nominato sottosegretario di Stato alla Presidenza con funzioni di segretario del Consiglio dei ministri.
- 24 febbraio 2014 - Renzi illustra il programma di Governo al Senato della Repubblica e dopo quasi undici ore di lavori d'aula ottiene la fiducia con 169 voti favorevoli e 139 contrari.[35]
- 25 febbraio 2014 - Il Governo ottiene la fiducia anche alla Camera dei deputati con 378 voti favorevoli, 220 contrari e 1 astenuto.[36]
- 26 febbraio 2014 - La Camera approva (con 386 sì, 4 no e 45 astenuti) il ddl ecoreati, che istituisce nuovi reati contro l'ambiente e inasprisce quelli già presenti.
- 28 febbraio 2014 - Il Consiglio dei ministri nomina quarantaquattro sottosegretari, nove dei quali assumono le funzioni di viceministri[37], che in serata prestano giuramento nelle mani del presidente del Consiglio Matteo Renzi.

#### Marzo
- 3 marzo 2014 - Dopo giorni di polemiche[38][39], il neosottosegretario alle Infrastrutture e trasporti Antonio Gentile[40] rassegna le dimissioni.[41]
- 5 marzo 2014 - Il Senato approva (con 231 sì, zero no e tre astenuti) il ddl Manconi, che introduce il reato di tortura nel codice penale italiano.
- 12 marzo 2014 - Dopo due giorni di votazioni la Camera dei deputati approva (con 365 sì, 156 no e 40 astenuti) la nuova legge elettorale Italicum. Numerose le polemiche per la mancata introduzione delle preferenze e delle norme per la parità di genere.
- 12 marzo 2014 - Il Consiglio dei Ministri vara un decreto-legge sui contratti a termine, poi denominato "decreto Poletti", e anche un disegno di legge delega sul lavoro denominato "Jobs Act". Viene anche annunciata una riduzione del carico fiscale di circa 80 euro a chi prende meno di 1500 euro al mese. Viene inoltre varato il cosiddetto "decreto Lupi" (noto anche come "decreto casa"), riguardante misure per l'emergenza abitativa, per il mercato delle costruzioni e per Expo 2015.
- 26 marzo 2014 - Nonostante le polemiche suscitate da numerosi partiti il Senato approva (con 160 sì e 133 no) il ddl Delrio, su cui il Governo ha posto la questione di fiducia.
- 31 marzo 2014 - Il MAIE lascia la maggioranza e passa all'opposizione a causa della politica del Governo nei confronti degli italiani all'estero[2].

#### Aprile
- 2 aprile 2014 - La Camera approva in via definitiva (con 332 sì, 104 no e 22 astenuti) il ddl delega carceri.
- 3 aprile 2014 - La Camera approva in via definitiva (con 260 sì, 158 no e 7 astenuti) il ddl Delrio sugli enti locali.
- 18 aprile 2014 - Il Consiglio dei ministri approva il decreto-legge che prevede la riduzione dell'IRPEF per i lavoratori dipendenti e assimilati che guadagnano fino a 24000 euro lordi all'anno (il cosiddetto «decreto IRPEF»). La retribuzione netta mensile aumenterà di 80 euro, attraverso un credito d'imposta, a partire dal mese di maggio 2014.
- 22 aprile 2014 - Il presidente del Consiglio Matteo Renzi firma la direttiva che dispone la declassificazione degli atti relativi alle stragi.[42]
- 23 aprile 2014 - La Camera accorda al Governo (con 344 sì e 184 no) la fiducia sull'approvazione del decreto Poletti.
- 24 aprile 2014 - La Camera approva (con 283 sì, 161 no e 1 astenuto) il decreto Poletti.
- 30 aprile 2014 - Il presidente del Consiglio insieme al ministro per la Pubblica amministrazione e la semplificazione Marianna Madia presentano le linee guida per la riforma della Pubblica amministrazione che sarà approvata dal Consiglio dei ministri del 13 giugno 2014.

#### Maggio
- 6 maggio 2014 - La Commissione Affari Costituzionali del Senato approva il testo base del Governo sulla riforma del Senato della Repubblica[43].
- 7 maggio 2014 - Il Senato approva (con 158 sì e 122 no) il decreto Poletti, su cui il Governo ha posto la questione di fiducia.
- 8 maggio 2014 - Il presidente del Consiglio Matteo Renzi firma un accordo con Shanghai Electrics riguardo ad Ansaldo[44].
- 14 maggio 2014 - Il Senato approva (con 133 sì e 99 no) il decreto Lupi.
- 15 maggio 2014 - La Camera approva in via definitiva (con 279 sì, 143 no e 3 astenuti) il decreto Poletti.
- 16 maggio 2014 - A Palazzo Chigi viene firmato un accordo tra Electrolux, sindacati e istituzioni[45].
- 19 maggio 2014 - Il presidente del Consiglio Matteo Renzi si reca in visita in Polonia per incontrare il primo ministro polacco, Donald Tusk[46].
- 21 maggio 2014 - A Palazzo Chigi c'è la firma di un accordo tra Governo, Regione Sardegna e Qatar Foundation per portare 1 miliardo di euro di investimenti e mille posti di lavoro in Sardegna[47].
- 22 maggio 2014 - Il Consiglio dei ministri approva il Decreto-Legge Cultura per la tutela del patrimonio storico-artistico e culturale italiano[48].
- 22 maggio 2014 - A Palazzo Chigi viene firmato un accordo tra Fincantieri e MSC Crociere[49].
- 25 maggio 2014 - Il Partito Democratico, principale sostenitore del Governo e partito dello stesso presidente del Consiglio Matteo Renzi, vince le Elezioni europee del 2014 con il 40,81% di voti[50].
- 29 maggio 2014 - La Camera approva (con 380 sì, 30 no e 14 astenuti) il ddl sul divorzio breve che riduce i tempi obbligatori per la separazione da tre anni a un anno (in caso di separazione giudiziale) o sei mesi (nel caso di separazione consensuale). La legge vale anche per i processi già in corso.
- 31 maggio 2014 - Il Consiglio dei Ministri vara il decreto cultura, contenente disposizioni urgenti per la tutela del patrimonio culturale, lo sviluppo della cultura e il rilancio del turismo.

#### Giugno

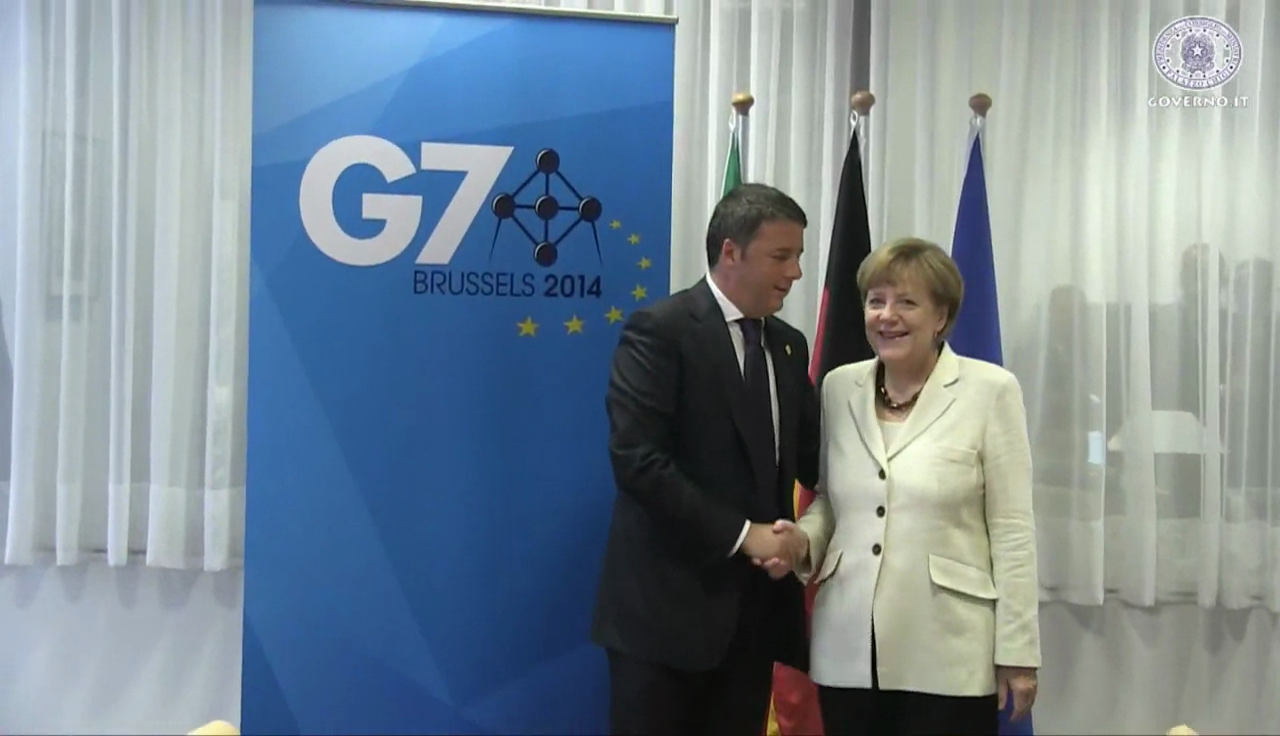
Il Presidente del Consiglio Renzi all'incontro bilaterale con la cancelliera Angela Merkel al G7 di Bruxelles del 2014

- 5 giugno 2014 - Il Senato approva (con 159 sì e 112 no) il decreto IRPEF, su cui il Governo ha posto la questione di fiducia.
- 24 giugno 2014 - Il Consiglio dei Ministri vara il decreto competitività, contenente disposizioni urgenti per il settore agricolo, la tutela ambientale e l'efficientamento energetico dell'edilizia scolastica e universitaria, il rilancio e lo sviluppo delle imprese, il contenimento dei costi gravanti sulle tariffe elettriche, nonché per la definizione immediata di adempimenti derivanti dalla normativa europea.

#### Luglio
- 31 luglio 2014 - La Camera approva (con 286 sì, 132 no e 2 astenuti) il decreto Madia sulla pubblica amministrazione.

#### Agosto
- 1º agosto 2014 - Il presidente del Consiglio dei Ministri Matteo Renzi illustra in conferenza stampa le linee guida del decreto legge chiamato "Sblocca Italia", destinato, nelle intenzioni del Governo, a facilitare l'esecuzione di grandi opere attualmente ferme, lavori edilizi e nelle infrastrutture, oltre a realizzare un'ulteriore semplificazione amministrativa. Sulle linee guida si è svolto un mese di consultazioni pubbliche.[51]
- 5 agosto 2014 - Il Senato approva (con 160 sì e 106 no) il decreto Madia sulla pubblica amministrazione su cui il Governo ha posto la questione di fiducia.
- 7 agosto 2014 - La Camera dei deputati approva in via definitiva (con 303 sì, 163 no e 9 astenuti) il decreto sulla pubblica amministrazione.
- 7 agosto 2014 - La Camera dei deputati approva (con 294 sì e 148 no) il Rendiconto Generale del Bilancio dello Stato. Viene inoltre approvata (con 286 sì, 126 no e 7 astenuti) la Legge di assestamento del Bilancio.
- 8 agosto 2014 - Il Consiglio dei Ministri approva un decreto legge con norme in materia di contrasto a fenomeni di illegalità e violenza in occasione di manifestazioni sportive e di riconoscimento della protezione internazionale dei migranti. (il cosiddetto "decreto stadi")[52]
- 8 agosto 2014 - Il Senato approva (con 183 sì, 0 no e 4 astenuti) la Riforma costituzionale varata dal Governo. Le opposizioni abbandonano l'Aula senza votare.
- 29 agosto 2014 - Il Consiglio dei Ministri approva il decreto legge "Sblocca Italia" e la riforma della giustizia, suddivisa in un decreto-legge relativo allo smaltimento dell'arretrato nel processo civile, e 6 disegni di legge, di cui 3 disegni di legge delega al Governo, relativi al contrasto alla criminalità organizzata e ai patrimoni illeciti, alla responsabilità civile dei magistrati, all'efficienza del processo civile, alla riforma organica della magistratura e dei giudici di pace e alla riforma del libro XI del codice di procedura penale.
- 30 agosto 2014 - Il Ministro degli Affari Esteri Federica Mogherini viene nominata dal Consiglio europeo Alto rappresentante dell'Unione per gli affari esteri e la politica di sicurezza.[53] Il mandato, della durata di cinque anni, decorrerà dal 1º novembre 2014.

#### Settembre
- 1º settembre 2014 - Il presidente del Consiglio dei Ministri Matteo Renzi illustra in conferenza stampa il sito dei Millegiorni "passodopopasso.italia.it", in cui sarà possibile monitorare l'andamento del programma di Governo.
- 3 settembre 2014 - Sul sito dei "Millegiorni" vengono presentate le linee guida sulla riforma della scuola che verranno sottoposte a consultazione per due mesi.
- 5 settembre 2014 - Il ministro della Difesa Roberta Pinotti e il ministro della Salute Beatrice Lorenzin danno il via libera alla produzione della Cannabis terapeutica. Verrà coltivata dall'Esercito Italiano, nello stabilimento chimico militare di Firenze. I farmaci saranno disponibili entro il 2015.
- 24 settembre 2014 - Il Senato approva in via definitiva (con 143 sì, 94 no e 1 astenuti) il Rendiconto Generale del Bilancio dello Stato. Viene inoltre approvata in via definitiva (con 142 sì, 91 no e 1 astenuto) la Legge di assestamento del Bilancio.
- 25 settembre 2014 - Il Sottosegretario di Stato al Ministero dell'economia e finanze Giovanni Legnini rassegna le proprie dimissioni, in seguito all'elezione da parte del Parlamento come membro laico al Consiglio Superiore della Magistratura.

#### Ottobre
- 8 ottobre 2014 - Il Senato approva (con 165 si e 111 no) il ddl delega sul lavoro, su cui il Governo ha posto la questione di fiducia. Dure polemiche dalla CGIL e dalla corrente di Giuseppe Civati i cui senatori Felice Casson, Corradino Mineo e Lucrezia Ricchiuti non partecipano al voto.
- 15 ottobre 2014 - In conferenza stampa a Palazzo Chigi, il presidente del Consiglio Matteo Renzi e il Ministro dell'economia e delle finanze Pier Carlo Padoan presentano la Legge finanziaria per il 2015 varata dal CdM, illustrando i provvedimenti adottati di cui spiccano, fra quelli principali, la riduzione delle tasse di 18 miliardi, la misura degli 80 euro in busta paga che diventa permanente, la riduzione del 70% del patto di stabilità per i Comuni e l'introduzione, per i lavoratori dipendenti del TFR in busta paga, con la possibilità però a questi ultimi di scegliere facoltativamente, se prenderli subito in aggiunta al normale stipendio oppure a conclusione del rapporto di lavoro e quindi al conseguente pensionamento[54]. In totale, la manovra finanziaria consta di ben 36 miliardi di euro[55].
- 24 ottobre 2014 - La Camera accorda al Governo (con 316 sì, 138 no e 1 astenuto) la fiducia sull'approvazione del decreto Sblocca-Italia.
- 30 ottobre 2014 - La Camera approva (con 278 sì, 161 no e 7 astenuti) il decreto Sblocca Italia.
- 30 ottobre 2014 - Il Consiglio dei ministri vara un decreto legislativo che introduce la nuova dichiarazione dei redditi in modalità precompilata.
- 31 ottobre 2014 - Il ministro degli Esteri Federica Mogherini (PD) rassegna le dimissioni dal Governo e dalla Camera dei deputati per assumere, dal successivo 1º novembre, il nuovo ruolo che andrà a ricoprire di Alto rappresentante per la politica estera dell'Unione europea a Bruxelles. Al suo posto viene nominato Paolo Gentiloni (PD)[56]. Nello stesso giorno Paola De Micheli (PD) è nominata sottosegretario all'Economia e alle Finanze, mentre Davide Faraone (PD) è nominato sottosegretario all'Istruzione, all'Università e alla Ricerca.[57]

#### Novembre
- 5 novembre 2014 - La Camera respinge (con 125 sì e 367 no) una mozione di sfiducia di SEL e M5S nei confronti del Ministro dell'Interno Angelino Alfano sulla vicenda degli scontri a Roma tra i lavoratori Ast e la polizia. Lo stesso giorno il Senato approva in via definitiva (con 157 sì e 110 no) il decreto Sblocca Italia, su cui il Governo ha posto la questione di fiducia.
- 12 novembre 2014 - La Camera approva (con 295 sì, 47 no e 89 astenuti) il collegato ambientale.

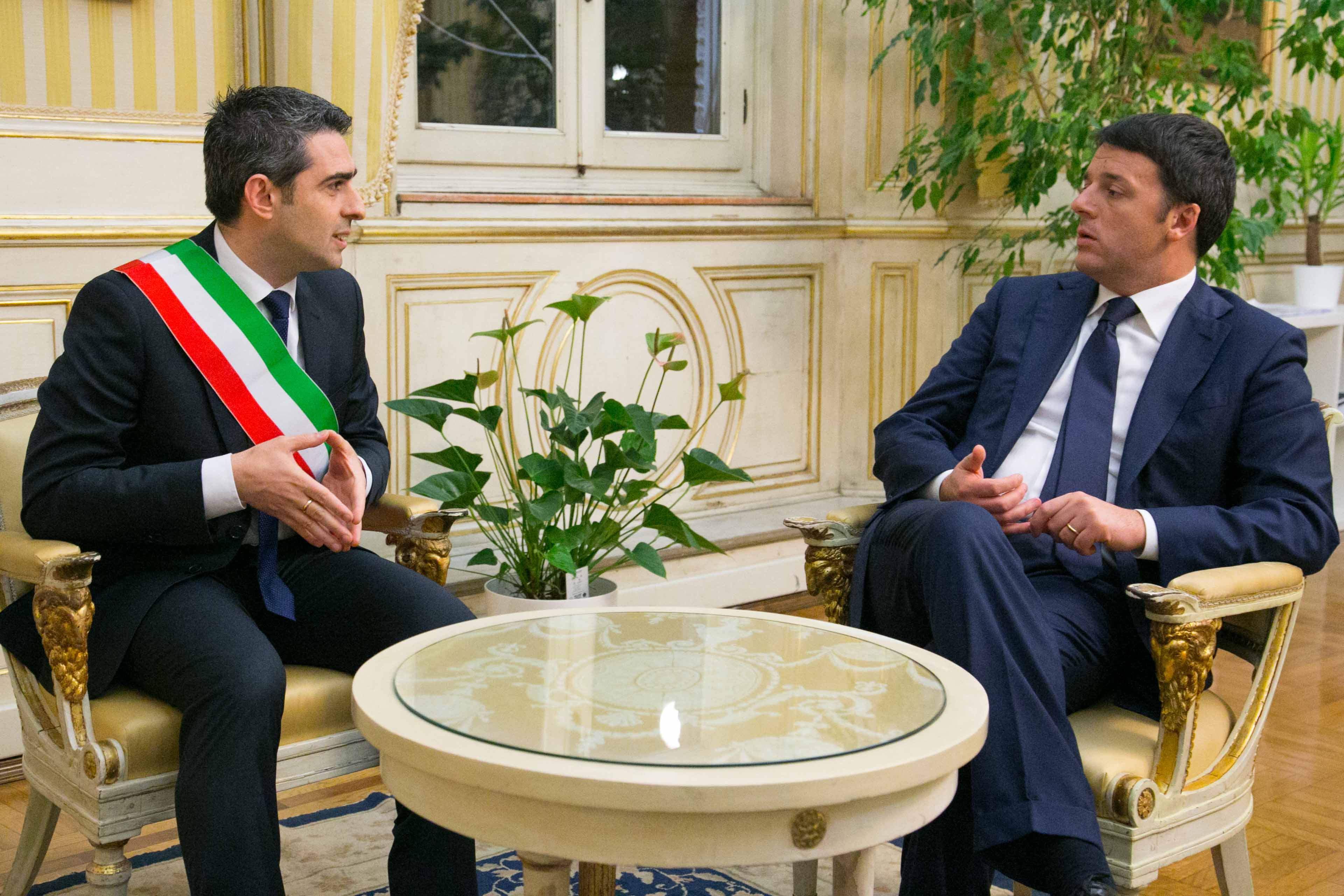
Il Presidente del Consiglio Renzi a colloquio con il sindaco di Parma Federico Pizzarotti (20 novembre)

- 20 novembre 2014 - Il Senato approva (con 150 sì, 51 no e 26 astenuti) la nuova legge sulla responsabilità civile dei magistrati.
- 26 novembre 2014 - La Camera approva (con 316 sì, 6 no e 5 astenuti) il ddl delega sul lavoro. Le opposizioni e parte del PD abbandonano l'Aula senza votare. Giuseppe Civati e Luca Pastorino votano contro.
- 27 novembre 2014 - Il Parlamento Europeo di Strasburgo respinge (con 101 sì, 461 no e 88 astenuti) la mozione di sfiducia di diversi movimenti anti-UE nei confronti del presidente della Commissione Europea Jean-Claude Juncker sulla vicenda dello scandalo Luxleaks. Votano contro anche gli euro-deputati del PD, mentre votano a favore quelli dell'M5S.
- 28 novembre 2014 - Il Governo pone tre questioni di fiducia sulla legge di Stabilità 2015 (una per ogni articolo del ddl).
- 29 novembre 2014 - La Camera approva tutte e tre le questioni di fiducia poste dal Governo (con 349 sì, 75 no e un astenuto per la prima questione; 351 sì, 67 no e un astenuto per la seconda; 346 sì, 39 no e un astenuto la terza). Il M5S non partecipa al voto.
- 30 novembre 2014 - La Camera approva (con 324 sì, 108 no e 3 astenuti) la Legge di Stabilità 2015. Subito dopo è approvata (con 309 sì, 92 no e 3 astenuti) la Legge di Bilancio.

#### Dicembre
- 1º dicembre 2014 - Il Consiglio dei Ministri vara il primo decreto attuativo del ddl delega carceri che prevede depenalizzazione di alcuni lievi reati presenti nel codice penale e l'abrogazione di pochi altri. Viene anche varato un decreto per la semplificazione burocratica.[58]
- 3 dicembre 2014 - Il Senato approva in via definitiva (con 166 sì, 112 no e un astenuto) il ddl delega sul lavoro sul quale il Governo ha posto la questione di fiducia.
- 12 dicembre 2014 - Il Consiglio dei Ministri, convocato da Renzi stesso dopo lo scandalo "Mafia capitale", vara, su proposta del Ministro della Giustizia Andrea Orlando, il ddl anti-corruzione.
- 18 dicembre 2014 - La Camera approva definitivamente il ddl Amati in materia di parametri fisici che sostituisce i limiti di altezza con dei parametri fisici correlati alla composizione corporea, alla forza muscolare e alla massa metabolica attiva per l'ammissione ai concorsi per il reclutamento nelle Forze armate, nelle Forze di polizia e nel Corpo nazionale dei vigili del fuoco.
- 19 dicembre 2014 - A causa degli eccessivi emendamenti in essa inseriti il Governo blocca l'esame alla Commissione Finanze del Senato della Legge di Stabilità 2015. Il testo è sostituito da un maxi-emendamento al ddl corrispondente alla legge dal quale sono però stralciati dal Governo circa 20 emendamenti inseriti in commissione.
- 20 dicembre 2014 - Il Senato approva (con 162 sì e 37 no) il maxi-emendamento interamente sostitutivo del testo della Legge di Stabilità 2015, su cui il Governo ha posto la questione di fiducia. È approvata inoltre (con 161 sì e 78 no) la Legge di Bilancio.
- 20 dicembre 2014 - Il Consiglio dei Ministri approva, su proposta del Ministro dell'economia e delle finanze, Pietro Carlo Padoan, la seconda "Nota di variazioni" al bilancio di previsione dello Stato per il triennio 2015-2017 predisposta ai sensi dell'articolo 21, comma 12, della legge 31 dicembre 2009, n. 196 e successive modificazioni. La Nota recepisce gli effetti delle modifiche al disegno di legge di stabilità 2015 e al disegno di legge di bilancio apportate in seconda lettura dal Senato della Repubblica. Le modifiche apportate sono sostanzialmente neutrali sul saldo netto da finanziare del bilancio dello Stato e sugli altri saldi di finanza pubblica. In termini di indebitamento netto, la manovra assicura il conseguimento degli obiettivi di finanza pubblica indicati dal Governo nei documenti programmatici, in coerenza con gli impegni assunti in sede europea.
- 22 dicembre 2014 - La Camera approva in via definitiva (con 307 sì e 116 no) la Legge di Stabilità 2015. Subito dopo è approvata in via definitiva (con 302 sì, 108 no e 1 astenuto) la Legge di Bilancio.
- 24 dicembre 2014 - Il Consiglio dei Ministri vara numerosi decreti, tra cui due decreti attuativi della Legge delega della riforma del mercato lavoro, il decreto milleproroghe, il decreto "Salva-Ilva" e un decreto attuativo della Legge delega della riforma del Fisco.

### 2015

#### Gennaio
- 3 gennaio 2015 - I parlamentari del Movimento 5 Stelle Paolo Romano e Carlo Sibilia accusano Renzi di essersi recato in vacanza utilizzando un aereo di Stato. Renzi ammette di averlo fatto ma ricorda ai parlamentari che sono le normative di sicurezza che impongono al presidente del Consiglio e alla sua famiglia di usufruire di scorta e voli di stato.
- 4 gennaio 2015 - Scoppia una bufera politica sul contenuto del decreto attuativo della delega fiscale. Nel decreto attuativo della legge delega sul Fisco è stato inserito all'ultimo momento un articolo (art. 15) che depenalizza e trasforma in illecito amministrativo l'evasione fiscale se essa non è superiore al 3% dell'imponibile. Lo stesso articolo raddoppia le sanzioni previste in questo caso. Il problema risiede nel fatto che il testo dell'articolo in questione è scritto in maniera alquanto vaga e sembra estendibile a tutti i reati fiscali, tra cui la frode fiscale, il che significherebbe che esso sarebbe applicabile anche alla condanna di Silvio Berlusconi, annullandola. Il decreto viene immediatamente ritirato e rimandato al Consiglio dei Ministri per essere riscritto e corretto.
- 5 gennaio 2015 - Renzi si prende la responsabilità dell'inserimento dell'art.15 nel decreto attuativo, ma respinge le ipotesi che esso fosse "scambio di favori" con Berlusconi, facendo notare che sarebbe assurdo e autolesionista per lui "graziare" Berlusconi proprio nel momento in cui la sua popolarità è in calo oltre al fatto che a breve si sarebbe dovuto procedere all'elezione del nuovo presidente della Repubblica.
- 14 gennaio 2015 - Il presidente della Repubblica Giorgio Napolitano rassegna le dimissioni. Il presidente del Senato Pietro Grasso assume le funzioni di presidente supplente.
- 20 gennaio 2015 - Il Senato inizia ad esaminare la nuova legge elettorale Italicum. Al vaglio ci sono più di 50.000 emendamenti presentati dalle opposizioni. Diversi senatori del PD criticano la nuova legge e annunciano che non voteranno a favore. Lo stesso giorno il Consiglio dei Ministri vara un decreto legge di riforma delle banche popolari.
- 21 gennaio 2015 - Il Senato approva (con 175 sì, 110 no e 2 astenuti) un emendamento alla legge elettorale del senatore PD Stefano Esposito, la cui approvazione provoca la decadenza di più di 35.800 emendamenti. 29 senatori PD votano contro; risultano quindi fondamentali per l'approvazione i voti di Forza Italia. Lo stesso giorno il Senato respinge due emendamenti alla legge elettorale del senatore PD "dissidente" Miguel Gotor.
- 23 gennaio 2015 - Il Consiglio dei Ministri vara un decreto legge che ripristina l'esenzione dal pagamento dell'IMU per i terreni agricoli montani (annullata dalla Legge di Stabilità 2015).
- 26 gennaio 2015 - Il Ministro per gli Affari Regionali Maria Carmela Lanzetta annuncia le sue imminenti dimissioni in vista di un incarico nella giunta calabrese di Mario Oliverio.[59]
- 27 gennaio 2015 - Il Senato approva (con 184 sì, 66 contrari e 2 astenuti) la nuova legge elettorale Italicum. 23 senatori del PD non partecipano al voto.
- 29 gennaio 2015 - Il Parlamento, riunito in seduta comune, incomincia le votazioni per l'elezione del nuovo presidente della Repubblica. La prima votazione, si conclude senza che nessun candidato raggiunga il quorum di maggioranza, che è di due terzi dell'Assemblea
- 30 gennaio 2015 - Il Ministro degli Affari Regionali Maria Carmela Lanzetta rassegna le dimissioni dal Governo. Renzi assume la carica ad interim. La seconda e la terza votazione per l'elezione del presidente della Repubblica si concludono senza che nessun candidato abbia raggiunto il quorum di maggioranza.
- 31 gennaio 2015 - Alla quarta votazione (dove è prevista la maggioranza assoluta dell'Assemblea), il Parlamento in seduta comune elegge presidente della Repubblica il giudice costituzionale Sergio Mattarella.

#### Febbraio
- 3 febbraio 2015 - Dopo il giuramento e l'insediamento del nuovo presidente della Repubblica, Sergio Mattarella, il presidente del Consiglio Matteo Renzi, come da prassi, rassegna le dimissioni (le cosiddette dimissioni di cortesia). Mattarella, sempre secondo la prassi, respinge le dimissioni[60].
- 10 febbraio 2015 - In seguito all'attentato terroristico di Parigi, il Consiglio dei ministri vara un decreto-legge contenente misure per la lotta contro il terrorismo.
- 12 febbraio 2015 - La Commissione Giustizia della Camera approva in via definitiva il ddl Palma. In precedenza si era deciso di esaminare il ddl solo in commissione e non in aula.
- 13 febbraio 2015 - In seguito alla decisione del Governo di non volere ascoltare le opposizioni in merito alle riforme costituzionali e come segno di protesta circa l'andamento della legislatura, da loro considerato autoritario e non democratico, tutti i partiti di opposizione decidono di abbandonare l'aula della Camera.[61]
- 14 febbraio 2015 - Nel corso della notte e con la sola presenza in aula dei partiti della maggioranza vengono approvati i 40 articoli che riscrivono la Costituzione.
- 24 febbraio 2015 - La Camera approva in via definitiva (con 265 sì, 51 no e 63 astenuti) la nuova legge sulla responsabilità civile dei magistrati.

#### Marzo
- 4 marzo 2015 - Il Senato approva (con 165 sì, 49 no e 18 astenuti) il ddl ecoreati. Lo stesso giorno il Senato approva (con 212 sì e 1 no) il ddl organi, che istituisce il reato di traffico di organi.
- 10 marzo 2015 - La Camera approva (con 357 sì, 125 no e 7 astenuti) la Riforma costituzionale presentata dal Governo.
- 12 marzo 2015 - La Camera approva (con 290 sì, 149 no e 7 astenuti) il decreto sulle banche popolari. Lo stesso giorno il Consiglio dei Ministri vara la riforma della scuola (ddl Giannini) e un decreto-legge che stabilisce che le elezioni regionali del 2015 si terranno il 31 maggio 2015.
- 18 marzo 2015 - Il Senato approva (con 228 sì, 11 no e 11 astenuti) il ddl sul divorzio breve.
- 20 marzo 2015 - In seguito allo scandalo Grandi Opere, che coinvolge alcuni dirigenti del suo Ministero, il Ministro delle Infrastrutture e dei Trasporti Maurizio Lupi rassegna le dimissioni dal Governo.[62] Renzi assume la carica ad interim.
- 24 marzo 2015 - La Camera approva (con 274 sì, 26 no e 121 astenuti) il ddl prescrizione.
- 27 marzo 2015 - Il consiglio dei Ministri vara la riforma della RAI.

#### Aprile
- 1º aprile 2015 - Il Senato approva (con 165 sì, 74 no e 13 astenuti) il ddl Grasso anticorruzione.
- 2 aprile 2015 - Graziano Delrio viene nominato nuovo Ministro delle infrastrutture e dei trasporti[63].
- 9 aprile 2015 - Claudio De Vincenti, già viceministro dello sviluppo economico, viene nominato Sottosegretario alla Presidenza del Consiglio e Segretario del Consiglio dei Ministri. Lo stesso giorno, la Camera approva (con 244 sì, 14 no e 50 astenuti) il ddl che introduce il reato di tortura nel codice penale italiano.
- 22 aprile 2015 - La Camera approva in via definitiva (con 398 sì, 28 no e 6 astenuti) il ddl sul divorzio breve.
- 28 aprile 2015 - Il Governo pone alla Camera tre questioni di fiducia (una per ogni articolo che sarà votato) sulla nuova legge elettorale detta Italicum. Dure proteste dall'opposizione e  parte dello stesso PD.

#### Maggio
- 1 maggio 2015 - Il presidente Renzi presenzia a Milano all’inaugurazione e apertura di Expo 2015.[64]
- 4 maggio 2015 - La Camera approva definitivamente a scrutinio segreto (con 334 voti a favore, 61 voti contrari e 4 astenuti) la nuova legge elettorale[65]. Le opposizioni si ritirano in Aventino decidendo di uscire dall'aula.
- 18 maggio 2015 - Il Consiglio dei Ministri dà il via libera al decreto legge sulle pensioni, che interviene in seguito alla sentenza della Consulta che aveva bocciato e dichiarato incostituzionale la Riforma Fornero. Il provvedimento ribattezzato bonus Poletti, prevede a partire dal 1º agosto, la restituzione e il rimborso una tantum di parte della pensione sottratta all'epoca, sotto forma di assegno, per tutti quelli che percepiscono meno di 3200 euro lordi al mese. La misura riguarda 3,7 milioni di pensionati, per un gettito stimato in due miliardi e 180 milioni. Inoltre, dal 2016, sarà anche reintrodotta a pieno regime l'indicizzazione pensionistica con un leggero aumento della rivalutazione che riguarderà sempre questa fascia di reddito, che non superi appunto i 3200 euro.[66]

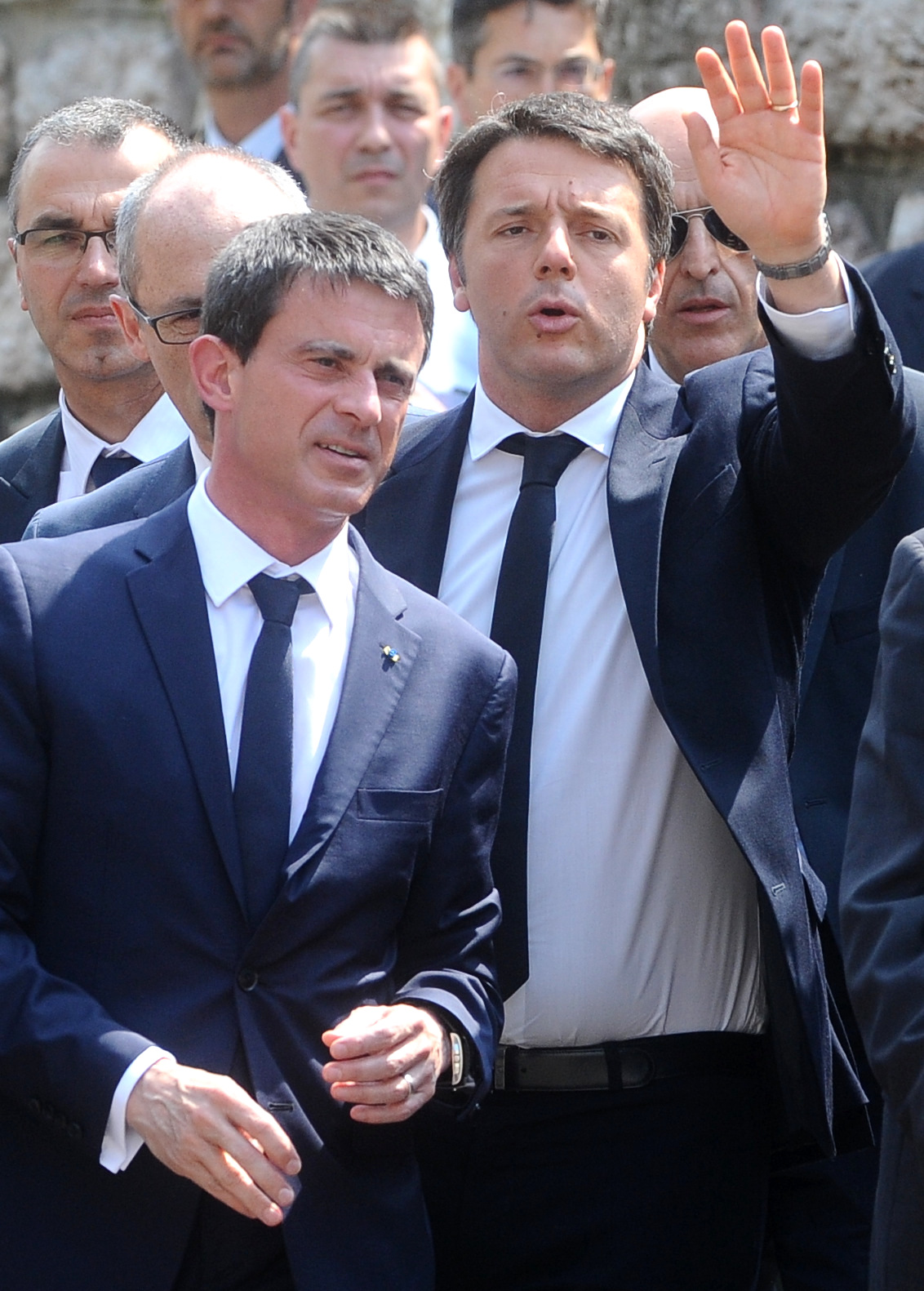
Il Presidente del Consiglio con il primo ministro francese Manuel Valls al Festival dell'economia di Trento (30 maggio)

- 20 maggio 2015 - La Camera approva (con 316 voti a favore, 137 contrari e 1 astenuto) il ddl La buona scuola. Diversi deputati della maggioranza non partecipano al voto.[67]

#### Giugno
- 3 giugno 2015 - I Popolari per l'Italia capeggiati dal segretario Mario Mauro, escono dalla maggioranza governativa. I due sottosegretari appartenenti al partito rimangono tuttavia nel Governo, passando però al gruppo misto. La maggioranza governativa al Senato si riduce così a 9 senatori.[68]
- 7 - 8 giugno 2015 - Il Presidente del Consiglio Renzi partecipa al tradizionale appuntamento del G7 tenutosi a Garmisch, in Germania.[69]
- 10 giugno 2015 - Il Senato approva (con 163 sì, 65 no e 2 astenuti) il ddl sull'omicidio stradale. Il provvedimento passa quindi alla Camera.[70]
- 25 giugno 2015 - Il Senato approva (con 159 sì e 112 no) il ddl La buona scuola sul quale il Governo ha posto la questione di fiducia.[71]

#### Luglio
- 9 luglio 2015 - La Camera approva in via definitiva (con 277 sì, 173 no e 4 astenuti) il disegno di legge di iniziativa governativa[72] cd. «La Buona Scuola».[73][74]
- 23 luglio 2015 - Viene concluso un Protocollo d'intesa fra la Presidenza del Consiglio dei Ministri, il Ministero dell'istruzione dell'università e della ricerca e la Banca europea degli investimenti volto ad ammodernare l'edilizia scolastica: la BEI finanzierà gli interventi sulle scuole italiane sino alla concorrenza di 940 milioni di euro.[75]
- 28 luglio 2015 - Il Senato approva (con 163 sì e 111 no) il decreto legge sugli enti locali.

#### Agosto
- 4 agosto 2015 - Il Senato approva in via definitiva (con 145 sì e 97 no) il ddl di deleghe al Governo sulla riforma della pubblica amministrazione[76][77].
- 4 agosto 2015 - La Camera approva in via definitiva (con 295 sì e 129 no) il decreto legge sugli enti locali[78]. In precedenza, nella mattinata, era stata votata a favore la questione di fiducia posta dal Governo per procedere al voto sul suddetto decreto.

#### Settembre
- 22 settembre 2015 - Il Consiglio dei ministri approva definitivamente gli ultimi cinque decreti legislativi di attuazione della delega "per un sistema fiscale più equo, trasparente e orientato alla crescita" (legge 11 marzo 2014 n. 23): revisione della disciplina degli interpelli e del contenzioso tributario; revisione della disciplina dell'organizzazione delle Agenzie fiscali; revisione del sistema sanzionatorio; semplificazione e razionalizzazione delle norme in materia di riscossione; stima e monitoraggio dell'evasione fiscale e monitoraggio e riordino delle disposizioni in materia di erosione fiscale.

#### Ottobre
- 8 ottobre 2015 - Dopo la Camera, anche il Senato dà il via libera (con 170 sì, 108 no e un astenuto) al rinvio del pareggio di bilancio al 2018; un provvedimento adottato attraverso la nota di aggiornamento del Documento di economia e finanza (DEF). La risoluzione, è approvata.
- 13 ottobre 2015 - Il Senato approva (con 179 sì, 16 no e 7 astenuti) il ddl di riforma costituzionale. Le opposizioni lasciano l'aula al momento del voto.[79]
- 13 ottobre 2015 - La Camera approva (con 310 sì, 66 no e 83 astenuti) il testo legislativo sulla cittadinanza, il cosiddetto ius soli temperato. Il provvedimento passa quindi al Senato.[80]
- 14 ottobre 2015 - Il Senato approva (con 148 sì, 44 no e 17 astenuti) il ddl Boccadutri che permette lo sblocco dei rimborsi elettorali e del finanziamento pubblico ai partiti per gli anni 2013 e 2014, precedentemente congelati.
- 14 ottobre 2015 - Il presidente del Consiglio Matteo Renzi e il ministro dell'Economia Pier Carlo Padoan, illustrano a Palazzo Chigi la legge di stabilità 2016 approvata dal Governo. Tra i provvedimenti principali che vengono adottati nella manovra, figurano l'abolizione della Tasi sulla prima casa e dell'IMU sui terreni agricoli, l'innalzamento del limite al contante portato da 1 000 a 3 000 euro quale misura utile per rilanciare e dare ancora maggior spinta ai consumi, l'introduzione del pagamento del canone Rai nella bolletta elettrica e il blocco dell'aumento delle accise sulla benzina e sull'IVA. Tra le altre misure previste, c'è anche per la prima volta lo sblocco del Patto di stabilità per i Comuni, che potranno utilizzare i propri soldi rimasti congelati per anni nelle loro casse, per avviare opere e investimenti per la realizzazione d'interventi urbanistici rimaste ferme per molto tempo. Nel suo complesso, la manovra finanziaria è stimata in 27 miliardi di euro[81][82].
- 21 ottobre 2015 - A seguito del proprio rinvio a giudizio, Francesca Barracciu (PD) si dimette dalla carica di sottosegretario ai beni e alle attività culturali e del turismo.
- 21 ottobre 2015 - La Camera approva (con 259 sì, 143 no e 4 astenuti) la riforma della Rai. Il testo passa quindi al Senato per il via libera definitivo.
- 28 ottobre 2015 - La Camera approva (con 276 sì e 20 no) il disegno di legge che introduce il reato di omicidio stradale. La nuova disciplina normativa, prevede pene sino a 18 anni di reclusione per chi commette e si rende responsabile di gravi incidenti stradali, oltre a una revoca della patente che può variare dai 10 ai 30 anni. Il testo passa così al Senato per l'approvazione finale.

#### Novembre
- 11 novembre 2015 - La Camera approva il nuovo Codice Antimafia con 281 sì e 66 voti contrari, provenienti da M5S e Forza Italia. Due gli astenuti. Il testo ridisegna tutta la materia delle misure di prevenzione, fra le quali il rafforzamento del ruolo dell'Agenzia per i beni sequestrati e norme stringenti per gli amministratori giudiziari. Tra le novità contenute, è previsto anche che gli immobili confiscati alla mafia dallo Stato, potranno essere concessi in affitto a personale delle forze di Polizia, delle Forze armate e del Corpo nazionale dei vigili del fuoco. Il provvedimento passa al vaglio del Senato[83].
- 11 - 12 novembre 2015 - Il presidente del Consiglio Matteo Renzi, partecipa al vertice sull'immigrazione tra Unione europea e alcuni Paesi dell'Unione africana a Malta, a cui partecipano 60 capi di Stato e di Governo per trovare proposte e soluzioni, volte a limitare il flusso continuo di migranti in arrivo in Europa.
- 13 novembre 2015 - Il Consiglio dei Ministri vara il decreto-Giubileo che consiste nello stanziamento di 200 milioni destinati alla città di Roma e all'evento per la realizzazione di opere e interventi pubblici straordinari e di sicurezza. Inoltre il Governo, per il dopo-Expo, eroga altri 150 milioni per finanziare il progetto di realizzazione di centri di ricerche avanzate, da fare insediare nell'area che ha ospitato Expo 2015. Nello stesso CdM, viene approvato il ddl di contrasto al caporalato e al lavoro nero in agricoltura, che prevede anche l'obbligatorietà dell'arresto in caso di flagranza di reato. Vengono stabiliti infine, anche fondi per la bonifica delle aree di Bagnoli (zona ex stabilimento Italsider) e della Terra dei fuochi, per eliminare la piaga delle eco-balle. I soldi saranno affidati direttamente alla regione Campania[84].
- 13 novembre 2015 - La Camera approva in via definitiva (con 251 sì, 69 no e 4 astenuti) il decreto legge sulle misure di finanza pubblica. In precedenza, nel pomeriggio, era stata votata a favore la fiducia chiesta dal Governo per procedere al voto sul suddetto decreto. Il provvedimento contiene norme sul rientro dei capitali dall'estero in patria e il blocco dell'aumento sulle accise dei carburanti, a fronte di maggiori entrate che saranno utilizzate per impedirne tale aumento, come fissato nella Legge di Stabilità[85].
- 14 novembre 2015 - Il presidente del Consiglio Matteo Renzi convoca un incontro urgente aperto a tutte le forze politiche parlamentari di ogni schieramento, per affrontare, discutere e intervenire, in seguito ai tragici fatti di Parigi.
- 18 novembre 2015 - La Camera approva il nuovo Codice sugli appalti pubblici con 343 sì, 78 no e 25 astenuti. Il provvedimento, attua le direttive comunitarie sull'aggiudicazione dei contratti di concessione e di appalto pubblico nei settori dell'acqua, energia, trasporti e dei servizi postali, al fine di semplificarne le regole e favorirne la trasparenza. Dalle nuove norme, è previsto lo stop al regime delle deroghe al Codice, alle gare d'appalto al massimo ribasso e agli arbitrati liberi. Il nuovo Codice, prevede inoltre il rafforzamento del ruolo e dei poteri dell'ANAC. Il testo passa ora al vaglio del Senato per il via libera definitivo[86].
- 20 novembre 2015 - Il Governo pone al Senato la questione di fiducia sulla legge di Stabilità 2016, attraverso la presentazione di un maxi-emendamento sostitutivo. Il maxi-emendamento passa con 164 voti favorevoli, 116 contrari e 2 astenuti[87].

#### Dicembre
- 10 dicembre 2015 - Il Senato approva il maxi-emendamento posto dal Governo sull'introduzione del reato di omicidio stradale, con 149 voti favorevoli e 91 contrari. Il provvedimento torna all'esame della Camera. Il Governo ha posto la questione di fiducia[88].
- 16 dicembre 2015 - Il Senato approva il decreto Giubileo su cui il Governo ha posto la fiducia, con 160 sì e 115 no. Il testo passa alla Camera per la votazione in seconda lettura[89].
- 18 dicembre 2015 - La Camera respinge (con 373 no e 129 sì) una mozione di sfiducia del Movimento 5 Stelle nei confronti del Ministro per le riforme costituzionali Maria Elena Boschi, sulla vicenda della Banca Etruria[90].
- 20 dicembre 2015 - Viene approvata la legge di Stabilità alla Camera dei deputati (con 297 sì e 93 no)[91].
- 22 dicembre 2015 - La Camera approva in via definitiva (con 269 sì, 32 no e 111 astenuti) il Disegno di legge sulla green economy[92].
- 22 dicembre 2015 - Il Senato approva in via definitiva (con 162 sì e 125 no), la legge di stabilità.[93]
- 22 dicembre 2015 - Viene approvata, in via definitiva, la legge di riforma della RAI e del servizio pubblico radiotelevisivo dal Senato (per alzata di mano)[94].

### 2016

#### Gennaio
- 11 gennaio 2016 - La Camera approva in quarta lettura (con 367 sì, 194 no e 5 astenuti), il ddl Boschi sulla riforma della Costituzione.[95]
- 14 gennaio 2016 - Il Senato approva in via definitiva (con 170 sì, 30 no e 40 astenuti), il ddl sulla riforma del codice degli appalti e il ddl sull'integrazione sociale dei minori stranieri residenti in Italia mediante l'ammissione nelle società sportive.[96]
- 20 gennaio 2016 - Il Senato approva in seconda deliberazione (con 180 sì, 112 no e 1 astenuto), il ddl di revisione costituzionale.[97]
- 21 gennaio 2016 - Nonostante il parere contrario del Governo, la Camera approva a scrutinio segreto (con 247 sì e 219 no), un emendamento di Forza Italia del reato sull'omicidio stradale, il testo è quindi rimandato al Senato.
- 27 gennaio 2016 - Il Senato respinge (con 101 sì, 178 no e 1 astenuto), la mozione di sfiducia al Governo presentata da Forza Italia e Lega Nord in merito al Caso banche. Successivamente respinge (con 84 sì, 174 no e 1 astenuto), un'altra mozione di sfiducia presentata dal Movimento 5 Stelle. A quelli della maggioranza si aggiungono i voti di Denis Verdini e del suo gruppo, oltre che dei senatori vicini a Flavio Tosi.
- 28 gennaio 2016 - Il Consiglio dei ministri approva un rimpasto di Governo: viene nominato un nuovo ministro e 11 tra viceministri e sottosegretari.

#### Febbraio
- 25 febbraio 2016 - Il Senato approva (con 173 sì e 71 no), la questione di fiducia sul maxiemendamento riguardante le unioni civili.[98]

#### Marzo
- 2 marzo 2016 - Il Senato approva (con 149 sì, 3 no e 15 astenuti), la fiducia posta al ddl riguardante le norme penali sull'omicidio stradale.[99]
- 31 marzo 2016 - Il ministro per lo sviluppo economico Federica Guidi rassegna le proprie dimissioni in seguito all'inchiesta «Tempa Rossa».

#### Aprile
- 5 aprile 2016 - Dopo le dimissioni del ministro per lo sviluppo economico Federica Guidi, il presidente del Consiglio ottiene la carica ad interim.
- 12 aprile 2016 - La Camera approva in via definitiva (con 361 sì e 7 no), il ddl di riforma costituzionale. Al momento del voto le opposizioni lasciano l'aula.[100]
- 15 aprile 2016 - Il Consiglio dei ministri comunica l'approvazione definitiva del nuovo Codice degli appalti.[101]
- 19 aprile 2016 - Il Senato respinge due mozioni di sfiducia al Governo: una del Movimento 5 Stelle (con 96 sì e 183 no) e l'altra del centrodestra (con 93 sì e 180 no) presentate per lo scandalo "Tempa Rossa".

#### Maggio
- 10 maggio 2016 - Carlo Calenda viene nominato nuovo ministro dello sviluppo economico.[102]
- 11 maggio 2016 - La Camera approva in via definitiva (con 372 sì, 51 no e 99 astenuti) la legge Cirinnà sulle unioni civili.[103]
- 26 maggio 2016 - Il Senato approva (con 181 sì, 20 no e 12 astenuti) il ddl "Dopo di noi".

#### Giugno
- 8 giugno 2016 - La Camera approva (con 237 sì, 5 no e 102 astenuti) la proposta di legge che introduce nell'ordinamento il reato di negazionismo.
- 14 giugno 2016 - La Camera approva definitivamente (con 312 sì, 64 no e 26 astenuti) la legge recante disposizioni in materia di assistenza in favore delle persone con disabilità grave prive del sostegno familiare, meglio nota come “legge del dopo di noi”.[104]
- 23 giugno 2016 - Governo e maggioranza sono stati battuti al Senato su un emendamento, presentato da Forza Italia, al ddl terrorismo che aumenta le pene in caso di utilizzo di un ordigno nucleare (con 102 sì, 92 no e 4 astenuti).

#### Luglio
- 5 luglio 2016 - La Camera approva in via definitiva (con 325 sì, un no e 14 astenuti) l’introduzione del reato di depistaggio.
- 6 luglio 2016 - Il Senato approva definitivamente la legge che dispone "Deleghe al Governo e ulteriori disposizioni in materia di semplificazione, razionalizzazione e competitività dei settori agricolo e agroalimentare, nonché sanzioni in materia di pesca illegale".
- 13 luglio 2016 - Il Senato dà il via libera al ddl sugli Enti Locali sull'equilibrio dei bilanci con 184 voti favorevoli, 45 contrari e 44 astenuti. Sul provvedimento era necessario raggiungere la maggioranza assoluta di 161 voti per la tenuta dell'esecutivo, dopo le ipotesi di frizioni paventate inizialmente da alcuni esponenti "dissidenti" di Area Popolare, intenzionate a lanciare platealmente un segnale di proprio disagio verso la condotta della linea politica del partito assunta dal loro leader e ministro dell'Interno Alfano, che poi sono rientrate.[105] Il testo passa ora alla Camera.
- 14 luglio 2016 - Il Senato approva definitivamente (con 194 voti favorevoli, un voto contrario e 40 astenuti) la legge recante "Disposizioni concernenti la partecipazione dell'Italia alle missioni internazionali".
- 20 luglio 2016 - Il Senato con voto segreto, nega l`uso delle intercettazioni relative a precedenti casi contro Silvio Berlusconi, il quale all'epoca dei fatti, non era ancora decaduto dalla carica di senatore.
- 27 luglio 2016 - Il Senato approva definitivamente la conversione del decreto-legge 9 giugno 2016, n. 98, recante disposizioni urgenti per il completamento della procedura di cessione dei complessi aziendali del gruppo Ilva.
- 28 luglio 2016 - Il Consiglio dei ministri approva in via definitiva tre nuovi decreti legislativi in attuazione della legge delega per la riforma della pubblica amministrazione. Questi prevedono: riorganizzazione delle forze di polizia e soppressione del Corpo forestale dello Stato; riorganizzazione e semplificazione della disciplina riguardante le Autorità portuali; nuova disciplina in tema di dirigenza sanitaria. Viene approvato anche un regolamento, da adottarsi mediante decreto del presidente della Repubblica, contenente norme per la semplificazione e l’accelerazione dei procedimenti amministrativi, a norma dell’art. 4 della legge 7 agosto 2015, n. 124.
- 28 luglio 2016 - Il Senato approva in via definitiva (con 184 voti favorevoli e 23 contrari) la riforma della legge di bilancio.

#### Agosto
- 2 agosto 2016 - Il Senato approva in via definitiva il disegno di legge sulla donazione e la distribuzione di prodotti alimentari e farmaceutici a fini di solidarietà sociale e per la limitazione degli sprechi, già approvato dalla Camera.[106]
- 2 agosto 2016 - La Camera approva definitivamente (con 342 sì, 89 no e 78 astenuti) il ddl Enti locali sull'equilibrio dei bilanci con votazione nominale a scrutinio simultaneo.
- 2 agosto 2016 - Il Senato approva definitivamente (con 165 sì e 96 no) la conversione in legge, con modificazioni, del decreto-legge 24 giugno 2016, n. 113, recante misure finanziarie urgenti per gli enti territoriali e il territorio.
- 4 agosto 2016 - Il Senato approva definitivamente il ddl sugli screening neonatali.
- 24 agosto 2016 - Un forte terremoto colpisce il centro Italia e in particolare la Valle del Tronto tra Lazio e Marche e due giorni dopo anche il confine umbro- marchigiano. Il governo dichiara lo stato di emergenza e stanzia le prime risorse economiche.[107]

#### Ottobre
- 4 ottobre 2016 - La Camera approva in via definitiva il ddl editoria (con 275 sì, 80 no e 32 astenuti) che introduce il Fondo per il pluralismo e l'innovazione dell'informazione.[108]

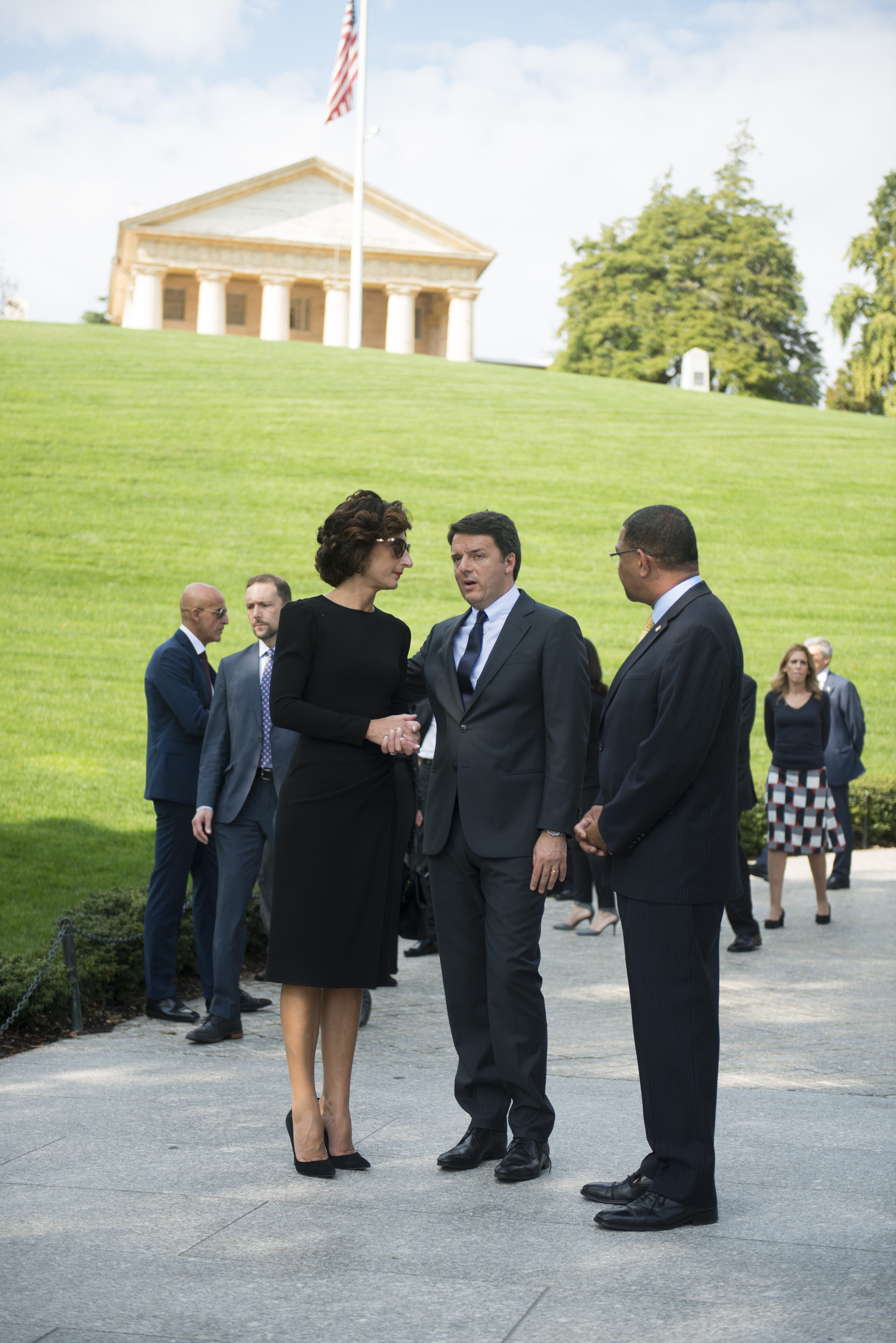
Visita del Premier con la moglie Agnese al cimitero nazionale di Arlington (19 ottobre)

- 18 ottobre 2016 - La Camera approva definitivamente il ddl contro il caporalato (con 190 voti favorevoli, nessun contrario e 32 astenuti).
- 30 ottobre 2016 - Un nuovo evento sismico colpisce duramente il centro Italia con epicentro tra i comuni di Norcia e Preci portando, tra l’altro, al crollo quasi totale della famosa Basilica di San Benedetto. Il governo, come già per il terremoto del 24 di agosto, interviene dichiarando lo stato di emergenza e stanziando le prime immediate risorse per fare fronte all’emergenza.[109]

#### Novembre
- 3 novembre 2016 - La Camera approva definitivamente il ddl cinema (con 145 sì, 6 no e 30 astenuti).
- 22 novembre 2016 - La Commissione Agricoltura del Senato approva all’unanimità il ddl sulla canapa industriale.
- 23 novembre 2016 - La Commissione Giustizia della Camera approva in via definitiva la legge sul commercio illecito di organi prelevati da persone viventi.
- 23 novembre 2016 - La Camera approva definitivamente il ddl organi, che istituisce il reato di traffico di organi.
- 28 novembre 2016 - La Commissione Agricoltura della Camera ha approvato all'unanimità il Testo unico sulla viticoltura e la produzione del vino.

#### Dicembre

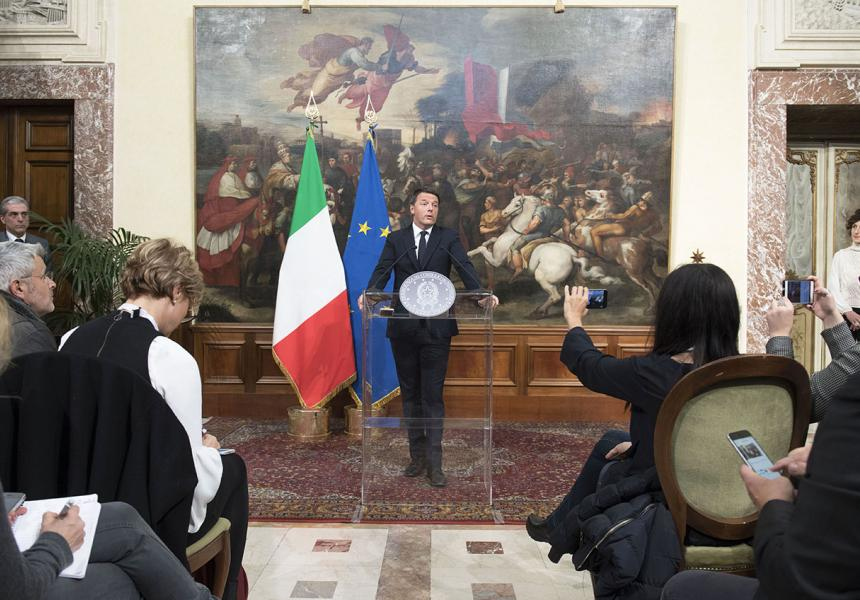
Matteo Renzi annuncia le proprie dimissioni.

- 4 dicembre 2016 - Si svolge il referendum costituzionale sulla riforma Renzi-Boschi. Il sì, di cui il Governo e la maggioranza erano promotori, ottiene il 40,88% dei voti, a fronte di un'affluenza del 65,47%.
- 5 dicembre 2016 - A seguito del risultato referendario, negativo per il Governo, Renzi rassegna le dimissioni nelle mani del presidente della Repubblica Sergio Mattarella, il quale però le accetterà formalmente solo dopo l'approvazione definitiva da parte del Senato della legge di stabilità 2017.

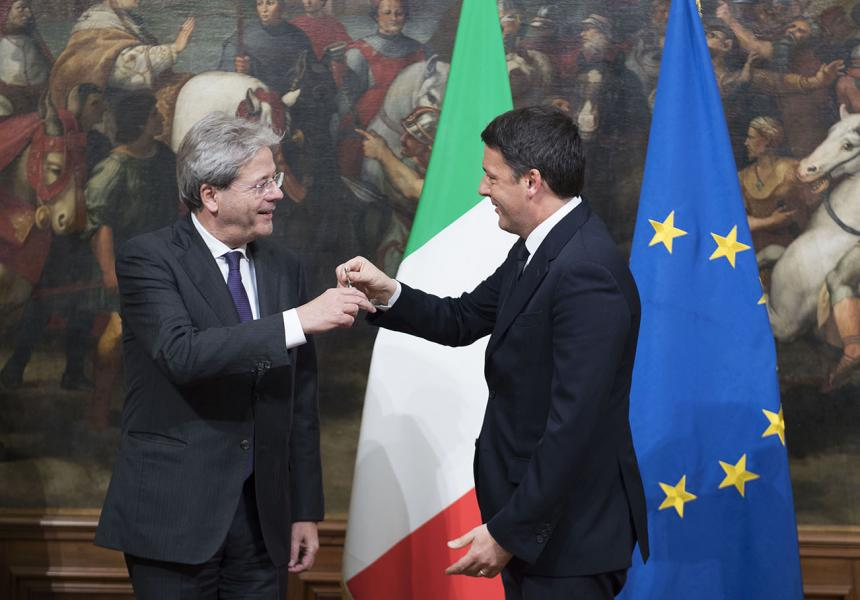
Cerimonia di insediamento del Governo Gentiloni.

- 7 dicembre 2016 - Il Senato approva definitivamente (con 166 sì, 70 no e un astenuto) la legge di stabilità. Nel tardo pomeriggio, Renzi si reca nuovamente al Quirinale per rassegnare le proprie dimissioni e quelle del Governo da lui presieduto. Il presidente Mattarella le accetta con riserva, chiedendo al Governo di rimanere in carica per il disbrigo degli affari correnti.
- 11 dicembre 2016 - Dopo numerose consultazioni da parte dei diversi partiti, il presidente della Repubblica Mattarella affida al ministro degli affari esteri e della cooperazione internazionale Paolo Gentiloni l'incarico di formare un nuovo Governo, incarico che lo stesso Gentiloni accetta, come da consuetudine, con riserva.
- 12 dicembre 2016 - Dopo la formazione, la presentazione e il giuramento del nuovo Governo guidato da Paolo Gentiloni, termina ufficialmente il Governo Renzi con la tradizionale cerimonia del passaggio di consegne a Palazzo Chigi, il cosiddetto "rito della campanella". Il nuovo Governo Gentiloni è sostanzialmente composto dagli stessi ministri del Governo Renzi (con esclusione di Stefania Giannini sostituita da Valeria Fedeli e di Maria Elena Boschi sostituita da Anna Finocchiaro, entrano nel governo 5 nuovi ministri, mentre altri 5 ministri, pur rimanendo, cambiano ministero).

## Attività politica

### Politica interna

#### Riforme dello stato e dell'ordinamento
- Riforma costituzionale Renzi-Boschi (bocciata dal referendum costituzionale del 2016);
- Nuova legge elettorale per la Camera dei Deputati (modificata e dichiarata parzialmente incostituzionale dalla Corte costituzionale nel gennaio 2017);
- Riforma della legge di bilancio (L. nº 163 del 4 agosto 2016);
- Riforma della giustizia civile (L. nº 83 del 27 giugno 2015), avvio della riforma del codice penale e del codice di procedura penale (L. nº 149 del 21 luglio 2016, D.Lgs. nº 184 del 15 settembre 2016, e L. nº 199 del 29 ottobre 2016);
- Riforma delle Province (L. Delrio nº 56 del 7 aprile 2014);
- Riforma dell'Autorità nazionale anticorruzione (DL. nº 90 del 13 giugno 2014, convertito in L. nº 114 dell'11 agosto 2014);
- Nuovo codice antimafia (L. nº 153 del 13 ottobre 2014);
- Legge sulla responsabilità civile dei magistrati (L. nº 18 del 27 febbraio 2015);
- Legge sugli eco-reati (L. nº 68 del 22 maggio 2015);
- Nuova legge anti-corruzione (L. nº 69 del 27 maggio 2015);
- Riforma Pubblica Amministrazione comprendente la soppressione Corpo forestale dello Stato e l'inclusione nell'Arma dei Carabinieri nel Comando unità per la tutela forestale, ambientale e agroalimentare (L. Madia del 7 agosto 2015, n. 124);
- Legge Boccadutri riguardante lo sblocco del finanziamento pubblico ai partiti (L. nº 175 del 27 ottobre 2015);
- Legge sull'omicidio stradale (L. nº 41 del 23 marzo 2016);
- Introduzione del reato di depistaggio nel codice penale (L. nº 133 dell'11 luglio 2016);
- Legge-quadro sulle missioni internazionali (L. nº 145 del 21 luglio 2016);
- Legge sul traffico di organi (L. nº 236 dell'11 dicembre 2016).

#### Riforme strutturali ed economiche
- Jobs Act (parzialmente modificato dal governo Gentiloni, con abolizione dei voucher)[110];
- Decreto Lupi (L. nº 47 del 28 marzo 2014);
- Decreto Competitività (DL. nº 91 del 24 giugno 2014, convertito in L. nº116 dell'11 agosto 2014);
- Decreto Sblocca Italia (DL. nº 133 del 12 settembre 2014, convertito in L. nº 164 dell'11 novembre 2014);
- Bonus di 80 euro in busta paga e possibilità di avere il TFR in busta paga contenuti nella legge di stabilità 2015 (L. nº 190 del 23 dicembre 2014);
- Riforma della Rai e del servizio pubblico radiotelevisivo (L. nº 220 del 28 dicembre 2015) e canone Rai inserito nelle bollette elettriche contenuto nella legge di Stabilità 2016 (L. 208 del 28 dicembre 2015);
- Esenzione IMU su terreni agricoli e montani, abolizione Tasi sulla prima casa, blocco aumento accise e IVA, aumento del tetto per i pagamenti in contanti da 1000 a 3000 e sblocco patto di stabilità per i comuni contenuti nella legge di Stabilità 2016 (L. nº 208 del 28 dicembre 2015);
- Aliquota IRES dal 27.5% al 24% (L. nº 208 del 28 dicembre 2015), in linea con il Regno Unito[111];
- Decontribuzione per le assunzioni (Jobs Act) e superammortamento per l'acquisto di beni strumentali all'attività produttiva, per 36 miliardi nel triennio 2015-17[112];
- Collegato Agricoltura (L. nº 154 del 28 luglio 2016);
- Legge Editoria (L. nº 198 del 28 ottobre 2016);
- Legge Franceschini riguardante la Disciplina del cinema e dell'audiovisivo (L. nº 220 del 14 novembre 2016).

#### Riforme sociali e sanitarie
- Legge sui minori stranieri non accompagnati (L. nº 47 del 7 aprile 2017);
- Decreto Cultura (DL. nº 83 del 31 maggio 2014, convertito in L. nº 106 del 29 luglio 2014);
- Decreto Colosseo (DL. nº 146 del 20 settembre 2015, convertito in L. nº 182 del 12 novembre 2015);
- Legge sul divorzio breve (L. nº 55 del 6 maggio 2015);
- Legge Amati (L. nº 2 del 12 gennaio 2015);
- Buona scuola (L. nº 107 del 13 luglio 2015);
- Legge Cirinnà (L. nº 76 del 20 maggio 2016);
- Legge Ius soli sportivo (L. nº 12 del 20 gennaio 2016);
- Riforma del servizio civile nazionale (L. nº 106 del 6 giugno 2016);
- Legge Dopo di noi (L. nº 112 del 22 giugno 2016);
- Legge sulla razionalizzazione delle donazioni e la distribuzione di prodotti alimentari e farmaceutici a fini di solidarietà sociale e per la limitazione degli sprechi (L. nº 166 del 19 agosto 2016);
- Legge sugli screening neonatali (L. nº 167 del 19 agosto 2016);
- Legge contrasto al caporalato (L. nº 199 del 29 ottobre 2016).

#### Nuovi codici e testi unici
- Nuova dichiarazione dei redditi precompilata;
- Testo unico sulla viticoltura e la produzione del vino (L. nº 238 del 12 dicembre 2016);
- Legge Green economy (L. nº 221 del 28 dicembre 2015);
- Nuovo codice degli appalti (L. nº 50 del 18 aprile 2016);
- Legge sul terzo settore (L. nº 106 del 6 giugno 2016).

#### Interventi sul territorio
- Sostituzione dell'Operazione Mare nostrum con l'Operazione europea Triton;
- Decreto Expo 2015 (DL. nº 47 del 28 marzo 2014);
- Decreto Stadi (DL. nº 119 del 22 agosto 2014, convertito in L. nº 146 del 17 ottobre 2014);
- Decreto Giubileo (DL. nº 185 del 25 novembre 2015, convertito in L. nº 9 del 22 gennaio 2016);
- Decreti Terremoto (DL. nº 189 del 17 ottobre 2016 convertito in L. nº 229 del 15 dicembre 2016 e DL. nº 205 dell'11 novembre 2016) e nomina di Vasco Errani a Commissario straordinario per le aree terremotate del centro-Italia;
- Riduzione del patto di stabilità per i comuni contenuto nella legge di Stabilità 2015 (L. nº 190 del 23 dicembre 2014);
- Nuovo Bando delle periferie contenuto nella legge di Stabilità 2016 (L. nº 208 del 28 dicembre 2015, commi da 974 a 978);
- Creazione di Grande Officina per il Sud, società pubblica con obiettivi simili a quelli della vecchia Cassa del Mezzogiorno;
- Finito il collegamento stradale Ancona-Perugia[113].

### Politica estera
Il governo affronta delicate situazioni internazionali quali: il perdurarsi della crisi del debito in Europa; la guerra civile libica; l'invasione dell'Ucraina da parte della Russia; e infine la nascita e lo sviluppo dell'ISIS in Medio Oriente. In questo contesto, il governo Renzi forgia le più forti relazioni con: il presidente della Repubblica francese François Hollande e il suo primo ministro Manuel Valls; il premier greco Alexīs Tsipras e con il presidente degli USA Barack Obama.
Il governo Renzi è anche stato tra i primi governi occidentali ad avvicinarsi all'Egitto di Al-Sisi sul fronte energetico e geopolitico. Tuttavia le relazioni si deteriorano a seguire della morte di Giulio Regeni.
Nel luglio del 2014 il Presidente del Consiglio Renzi assume la carica di presidente del Consiglio dell'Unione europea. Nello stesso periodo si insedia il nuovo Parlamento europeo e Renzi riesce a ottenere la nomina di Gianni Pittella come capogruppo del PES e di Federica Mogherini come alto rappresentante per la politica estera e di sicurezza comune. Il governo Renzi entra a volte in contrasto con Angela Merkel sulle politiche di austerity, ma con la cancelliera si trova d'accordo sulla necessità di riforme e di crescita in Europa. Il Presidente del Consiglio italiano si reca a Londra da David Cameron due volte nel giro di pochi mesi per discutere di come riformare l'Europa. È il primo leader a incontrare Alexīs Tsipras, per il quale Renzi ha svolto mediazioni in Consiglio Europeo in merito all'austerity in Grecia. Durante l'amministrazione del Governo Renzi, si è svolto l'Expo 2015.
Nel luglio del 2017 Emma Bonino affermò che nel 2014 e nel 2016 il Governo Renzi, nell'ambito della operazione Triton da esso varata nel novembre 2014, avrebbe siglato accordi al fine di fare sbarcare in Italia la totalità dei migranti soccorsi nel Mediterraneo, anche in violazione della convenzione di Dublino.

## Statistiche
- Matteo Renzi è stato il più giovane presidente del Consiglio dei ministri della storia della Repubblica Italiana e il quarto, dopo Carlo Azeglio Ciampi, Lamberto Dini e Giuliano Amato (limitatamente al Governo Amato II) a non essere parlamentare al momento dell'incarico.
- Erano presenti otto ministri donne: per la prima volta nella storia della Repubblica le donne sono state la metà dell'intero consiglio dei ministri e hanno assunto la guida del Ministero della difesa (Roberta Pinotti) e del Ministero dello sviluppo economico (Federica Guidi).
- L'età media dei ministri era 47,4 anni, la minore della storia repubblicana[123]. I membri del Governo con meno di 40 anni erano quattro, tre in più di quelli del Governo precedente.
- Al momento del giuramento era uno dei governi con meno ministri della storia repubblicana, pari a sedici, poi ridotti a quindici, pari al solo Governo De Gasperi III (1947).
- Sei ministri avevano già ricoperto incarichi ministeriali in precedenza.
- Tre sottosegretari del precedente Governo sono stati chiamati a ricoprire l'incarico di titolari di un dicastero, uno dei quali in un Ministero diverso da quello in cui era sottosegretario (Gian Luca Galletti, UdC).
- Al momento della nomina a ministro, otto erano deputati, due senatori, uno non era parlamentare in quel momento, cinque non lo sono mai stati.